# Dwayne Johnson
Dwayne Douglas Johnson, noto anche con lo pseudonimo di The Rock (Hayward, 2 maggio 1972), è un attore, produttore cinematografico, wrestler e dirigente d'azienda statunitense.
Figlio e nipote rispettivamente di Rocky Johnson e di Peter Maivia, entrambi wrestler e membri della famiglia Anoa'i, è pertanto definito un wrestler di terza generazione; inoltre diversi suoi zii, cugini e nipoti sono stati wrestler.
Noto per i primi due anni come Rocky Maivia, dal 1996 al 2004 ha avuto successo nella World Wrestling Federation/Entertainment come una delle figure cardine e tra le più carismatiche dell'Attitude Era: è infatti riconosciuto come la seconda icona più importante di questo periodo. Nel 2011 ha fatto il suo ritorno in WWE e ha continuato a lottare sporadicamente.
Johnson ha vinto diciannove titoli nel corso della sua carriera, di cui dieci mondiali (otto volte il WWF/E Championship e due il WCW World Heavyweight Championship). Ha vinto anche l'Intercontinental Championship per due volte e il WWF Tag Team Championship per cinque volte. È stato inoltre il sesto wrestler a fregiarsi della Triple Crown e il vincitore dell'edizione 2000 del royal rumble match, mentre all'annuale e principale evento in pay-per-view della WWF/E, WrestleMania, ha lottato nel main event in sei occasioni: nelle edizioni XV, 2000, X-Seven, XXVIII, 29 e XL. Oltre a ciò, il nome dello show settimanale SmackDown deriva da una delle sue famose catchphrase: "Laying the SmackDown!". The Rock possiede inoltre il record di maggiori partecipazioni nei main event di Raw (trentotto nel 2000), di SmackDown (trentasei nel 2000), e, assieme a Steve Austin (dodici nel 2001), di eventi in pay-per-view in un solo anno (dodici nel 2000). In seguito la compagnia stessa lo ha inserito al primo posto in diverse classifiche tra cui: la più grande rivalità di WrestleMania (vs. Steve Austin), la più grande superstar nella storia di SmackDown e superstar più divertente nella storia della WWE.
The Rock è anche comparso dodici volte su copertine di videogiochi: WWF Attitude, WWF WrestleMania 2000, WWF SmackDown!, WWF Royal Rumble, WWF No Mercy, WWF SmackDown! 2: Know Your Role, WWF Betrayal, WWF SmackDown! Just Bring It, WWE WrestleMania XIX, WWE Legends of WrestleMania, WWE All Stars e WWE 2K14; nel 2000 ha invece pubblicato, assieme a Joe Layden, la sua autobiografia "The Rock Says...", rimasta per diverse settimane al primo posto nella lista dei best seller del quotidiano statunitense New York Times.
A partire dagli anni duemila, ha intrapreso la carriera cinematografica. Il primo ruolo cinematografico di Johnson è stato quello del Re Scorpione in La mummia - Il ritorno (2001). L'anno successivo, ha interpretato il suo primo ruolo da protagonista nel film d'azione fantasy Il Re Scorpione, spin-off della serie TV La mummia. Da allora ha recitato nei film per famiglie Cambio di gioco (2007), Corsa a Witch Mountain (2009), L'acchiappadenti (2010), Jumanji - Benvenuti nella giungla (2017), Jumanji: The Next Level (2019), Jungle Cruise (2021) e Uno Rosso (2024) e nei film d'azione Il tesoro dell'Amazzonia (2003), A testa alta (2004), Doom (2005), Faster (2010), G.I. Joe - La vendetta (2013), Hercules - Il guerriero (2014), San Andreas (2015) e Rampage - Furia animale (2018). Ha anche recitato nelle commedie d'azione Una spia e mezzo (2016), Baywatch (2017) e Red Notice (2021). Nel 2011 è approdato nella saga di Fast & Furious: vi ha debuttato interpretando Luke Hobbs in Fast & Furious 5 come uno degli antagonisti principali, riprendendo di nuovo tale ruolo anche in Fast & Furious 6 (2013), Fast & Furious 7 (2015) e Fast & Furious 8 (2017) come personaggio di supporto, nello spin-off Fast & Furious - Hobbs & Shaw (2019) come protagonista al fianco di Jason Statham, poi di nuovo per un cameo in Fast X (2023).
Detiene inoltre un Guinness dei primati, grazie alle 105 fotografie scattate con i fan in tre minuti, durante la première del film San Andreas del 2015. Nel dicembre 2015 il mensile americano Muscle and Fitness lo nominò "uomo del secolo"; nel 2016 viene insignito di altri riconoscimenti: il settimanale statunitense Time lo incluse tra le cento persone più influenti al mondo, la rivista Forbes ha riportato come Johnson sia stato l'attore più pagato al mondo nel 2015, con un guadagno di 64,6 milioni di dollari, la rivista People lo incoronò "uomo più sexy del mondo" e il periodico sportivo Sports Illustrated lo rappresentò in una delle sue copertine. Il 23 gennaio 2024 è entrato nel consiglio di amministrazione di TKO, società che controlla la WWE e la UFC.

## Football americano
Il primo sport ad attirarlo fu il rugby, che praticò alla scuola primaria quando ancora viveva ad Auckland, in Nuova Zelanda, mentre successivamente praticò il football mentre frequentava il liceo. Johnson iniziò a giocare nel ruolo di defensive end, rivelandosi uno dei migliori talenti nazionali e di conseguenza fu reclutato dall'Università di Miami, che vinse la concorrenza di altri college. Dopo aver ben figurato nei primi tre anni, nell'ultima stagione da collegiale si infortunò e quindi non prese parte al draft NFL del 1995. Johnson decise allora di provare a entrare nella lega canadese CFL, dove tuttavia non riuscì a ritagliarsi uno spazio importante.
Il 3 agosto 2020 un gruppo che include l'attore ha acquistato la X Football League.

## Carriera nel wrestling
Dopo aver lasciato i Calgary Stampeders iniziò a praticare lo sport di famiglia sotto i duri allenamenti del padre Rocky Johnson. Pat Patterson, dirigente della World Wrestling Federation, notò il talento del ragazzo e decise di portarlo nella sua palestra, dove fece due incontri di prova contro Steve Lombardi e Chris Candido. Questo bastò al dirigente, che decise di portarlo in WWF, dove firmò un contratto, ma la federazione non lo ritenne ancora pronto e quindi lo mandarono alla United States Wrestling Association ad allenarsi.
Nell'estate del 1996, sotto il nome di Flex Cavana, assieme a Bart Saywer, riuscì a conquistare due volte l'USWA World Tag Team Championship. Questo bastò per convincere la WWF, che decise di puntare su di lui.

### World Wrestling Federation/Entertainment

#### Rocky Maivia (1996–1997)
Dwayne Johnson debuttò nella World Wrestling Federation 1996 con il nome del padre e il cognome del nonno materno; Johnson inizialmente era riluttante all'idea, ma fu persuaso ad adottare tale nome da Vince McMahon e Jim Ross. La WWF lo presentò così come la sua prima "superstar di terza generazione".
Johnson, che inizialmente fu presentato come un face tradizionale, ebbe un grosso push sin dall'inizio nonostante la sua scarsa esperienza. Debuttò il 17 novembre alle Survivor Series, dove vinse, come unico sopravvissuto, l'eight-man elimination tag match che lo vedeva assieme a Marc Mero, The Stalker e Jake "The Snake" Roberts opposto a Hunter Hearst Helmsley, Crush, Goldust e Jerry "The King" Lawler. Dopo questo match la popolarità di Rocky Maivia iniziò a crescere vertiginosamente, divenendo una delle superstar più affermate del momento. I dirigenti della WWF decisero di puntare molto su di lui, tanto che lo misero in storyline con manager famosi, come Jim Cornette e Sunny, che volevano accaparrarsi il suo talento. Nonostante ciò continuò a combattere nei panni del beniamino del pubblico, dato che rifiutava tutte le offerte. Maivia partecipò poi alla Royal Rumble, ma senza successo. Il 10 febbraio vinse il suo primo titolo nella WWF, l'Intercontinental Championship, dopo tre mesi dal debutto, sconfiggendo Hunter Hearst Helmsley. Tre giorni dopo ribatté Hemsley a In Your House 13: Final Four grazie all'interferenza di Goldust, conservando con successo il titolo. Durante il mese di marzo incominciò a esser chiamato sempre più spesso "The Rock", soprannome coniato da Jim Ross. A WrestleMania 13 sconfisse The Sultan e nella puntata di Raw del 31 marzo difese il titolo con successo contro Bret Hart per squalifica. Maivia riuscì a riconfermare il titolo anche a In Your House 14: Revenge of the 'Taker contro Savio Vega, sebbene perse per countout.
Nonostante fosse un face, veniva fischiato dal pubblico e si iniziarono a udire i primi cori "Die Rocky Die!" e "Rocky Sucks!", a causa della sua gimmick già stantia in un'epoca dominata da personaggi come Steve Austin.

#### Nation of Domination (1997–1998)
Maivia perse l'Intercontinental Championship contro Owen Hart il 28 aprile 1997. Ebbe poi un serio infortunio alla caviglia che lo tenne lontano dal ring per quattro mesi, tempo in cui decise di modernizzare il suo personaggio. L'11 agosto fece il suo ritorno nella Nation of Domination capitanata da Faarooq.
In questo periodo Maivia aveva incominciato a usare il microfono, mostrando le proprie abilità e insultando i fan nei suoi promo; nella puntata di Raw Is War seguente alle Survivor Series Maivia cambiò personaggio, facendosi chiamare "The Rock"' e sfidando Steve Austin per l'Intercontinental Championship. Da questo momento The Rock sarebbe diventato un personaggio arrogante ed egocentrico: si riferiva così a sé stesso in terza persona e con le sue catchphrase provocava il pubblico. A D-Generation X: In Your House venne sconfitto da Austin, che riuscì a riprendersi la cintura che Rock gli aveva tolto. La sera successiva Mr. McMahon ordinò ad Austin di difendere il titolo in una rivincita a Raw Is War, ma Austin non accettò e di conseguenza The Rock rivinse l'Intercontinental Championship, questa volta d'ufficio, dopo essere stato colpito da una stunner di Austin. The Rock difese il titolo dall'assalto di molti wrestler aventi più esperienza di lui, seppur vincendo in maniera sporca. Alla Royal Rumble mantenne il titolo con l'astuzia, ottenendo una vittoria per squalifica contro Shamrock. A WrestleMania XIV conservò ancora il titolo.
Nel corso della faida con Ken Shamrock il capo della Nation of Domination, Faarooq, era geloso del successo di Rock; nella puntata di Raw Is War successiva a WrestleMania XIV scelsero The Rock come nuovo leader e scoppiò una faida fra lui e Faaroooq. The Rock e Faarooq si affrontarono in un incontro titolato a Over the Edge: In Your House, dove The Rock conservò il titolo.
Dopo la faida con la D-X il pubblico sosteneva Rocky a gran voce e la WWF capì che era il momento di lanciarlo nell'uppercard e metterlo contro wrestler già affermati, come Mankind, The Undertaker e Kane. Il pubblico impazziva per lui, grazie anche ai suoi segmenti al microfono; pertanto rispolverò il soprannome di "People's Champion" nel settembre di quello stesso anno. A Breakdown: In Your House sconfisse Ken Shamrock e Mankind in un triple threat steel cage match diventando il primo sfidante al WWF Championship. A Judgment Day: In Your House si consumò l'atto finale della Nation of Domination, con Mark Henry che sconfisse The Rock grazie all'aiuto di D-Lo Brown, ma a Rock non importava perché ormai lui ambiva al WWF Championship.

#### Corporation (1998–1999)

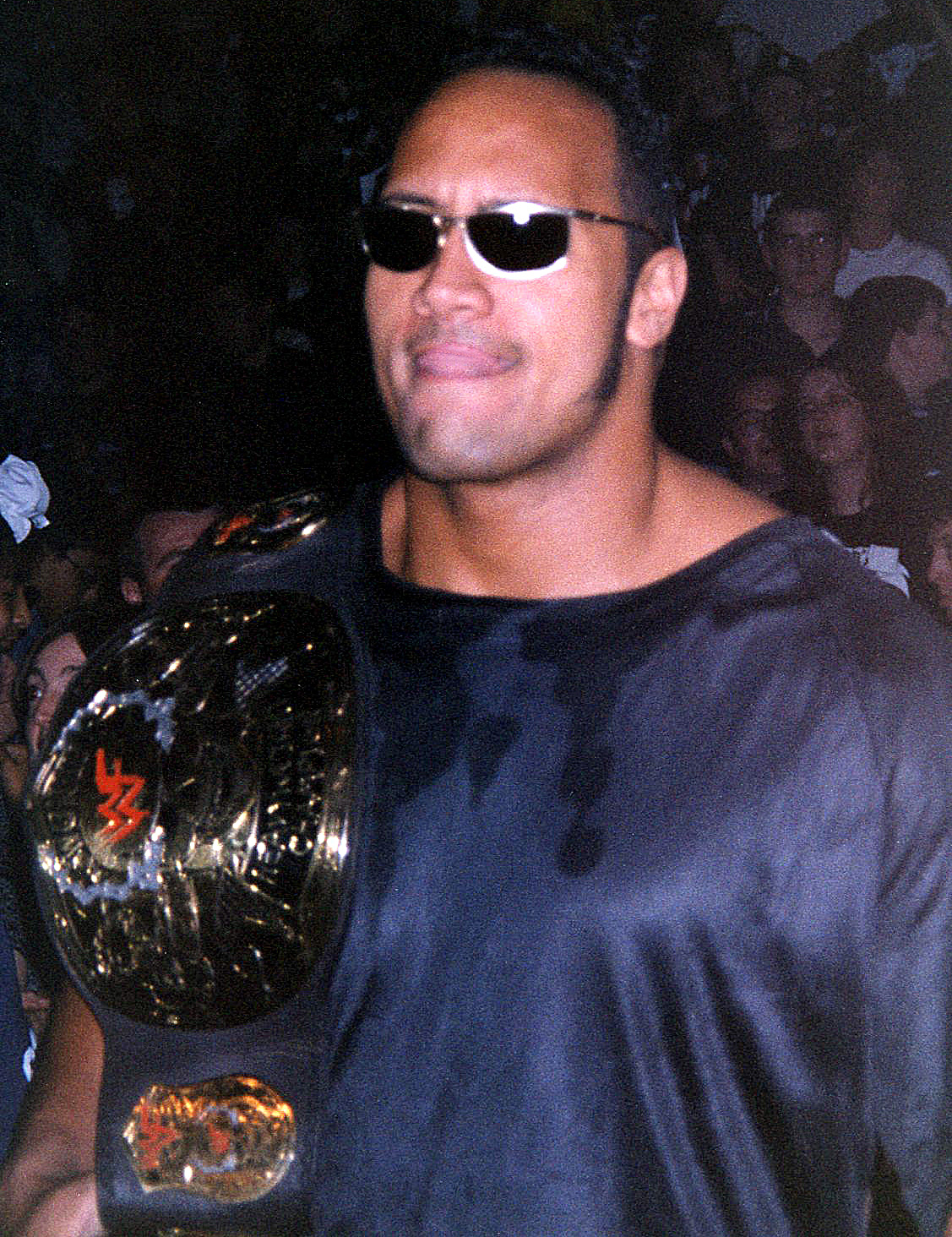
The Rock, come membro della Corporation, ha rivaleggiato con Steve Austin e gli ha sottratto la Smoking Skull Belt

In seguito al no contest nel match fra Kane e The Undertaker di Judgment Day: In Your House, causato dall'arbitro speciale Steve Austin, il titolo mondiale venne reso vacante e messo in palio in un torneo a eliminazione, che si sarebbe svolto alle Survivor Series. Sconfisse Big Boss Man agli ottavi, Ken Shamrock ai quarti e The Undertaker in semifinale per squalifica, dopo esser stato attaccato da Kane, intervenuto in realtà per attaccare il fratello. In finale l'aspettava Mankind che, appoggiato da Mr. McMahon e i suoi scagnozzi, aveva battuto Steve Austin nelle semifinali. Nella finale però McMahon tradì Mankind alleandosi con The Rock, che vinse il suo primo titolo mondiale in carriera. Alla fine del match The Rock applicò una Sharpshooter su Mankind. Durante la presa McMahon fece suonare la campanella, proclamando poi The Rock vincitore della contesa. Si trattò di un rifacimento dello Screwjob di Montréal, che era avvenuto un anno prima sempre alle Survivor Series ai danni di Bret Hart.
The Rock si alleò con Vince e Shane McMahon nella Corporation, passando da People's Champion a Corporate Champion. In seguito ci fu una rivalità fra The Rock e Mankind, infuriato per il tradimento dei McMahon e a Rock Bottom: In Your House, i due si affrontarono in una rivincita per il WWF Championship. Durante la faida con Mankind ci furono quattro cambi di titolo: la prima volta fu nella puntata di Raw Is War del 4 gennaio 1999, quando Mankind sconfisse The Rock.
Conquistò il suo secondo WWF Championship in un "I quit" match alla Royal Rumble il 24 gennaio 1999, grazie alla diffusione nell'arena di una registrazione audio in cui Mankind pronunciava le parole "I quit". Il suo secondo regno non durò a lungo. In un incontro disputato durante uno speciale Halftime Heat andato in onda durante l'intervallo del Super Bowl il 31 gennaio 1999, Mankind lo schienò usando un carrello elevatore in un Empty Arena match. I due si affrontarono poi in un Last Man Standing match a St. Valentine's Day Massacre: In Your House; l'incontro finì senza vincitore, il che permise a Mankind di conservare il titolo. La faida fra i due finì il giorno dopo, nella puntata di Raw Is War del 15 febbraio, quando The Rock vinse il suo terzo WWF Championship in un ladder match dopo che Big Show attaccò Mankind, facendolo cadere dalla scala.
Il suo regno durò poco più di un mese e perse il titolo contro Steve Austin, suo acerrimo rivale, nonché nemico del boss della WWF Mr. McMahon, a WrestleMania XV. A Backlash: In Your House subì un'altra sconfitta contro Austin, che si riappropriò anche della Smoking Skull Belt, la cintura personalizzata da lui creata che gli era stata sottratta da The Rock per costringerlo alla rivincita. Nonostante fosse un heel, i fan nelle arene iniziarono a tifare The Rock per le sue interviste, promo e segmenti in cui imitava wrestler e commentatori. The Rock ritornò a essere face dopo aver rotto l'alleanza coi McMahon, iniziando una rivalità con Triple H (entrato intanto a far parte della Corporation), The Undertaker e il Ministry of Darkness. The Rock sconfisse Triple H a Over the Edge, per poi perdere un match per il WWF Championship contro The Undertaker a King of the Ring, dopo un intervento di Triple H che ne causò la sconfitta. Nel corso del 1999 continuò la sua rivalità con Triple H, perdendo contro di lui a Fully Loaded dopo un intervento di Billy Gunn, che The Rock sconfisse in un "Kiss My Ass" match a SummerSlam.

#### Ascesa al vertice (1999–2001)

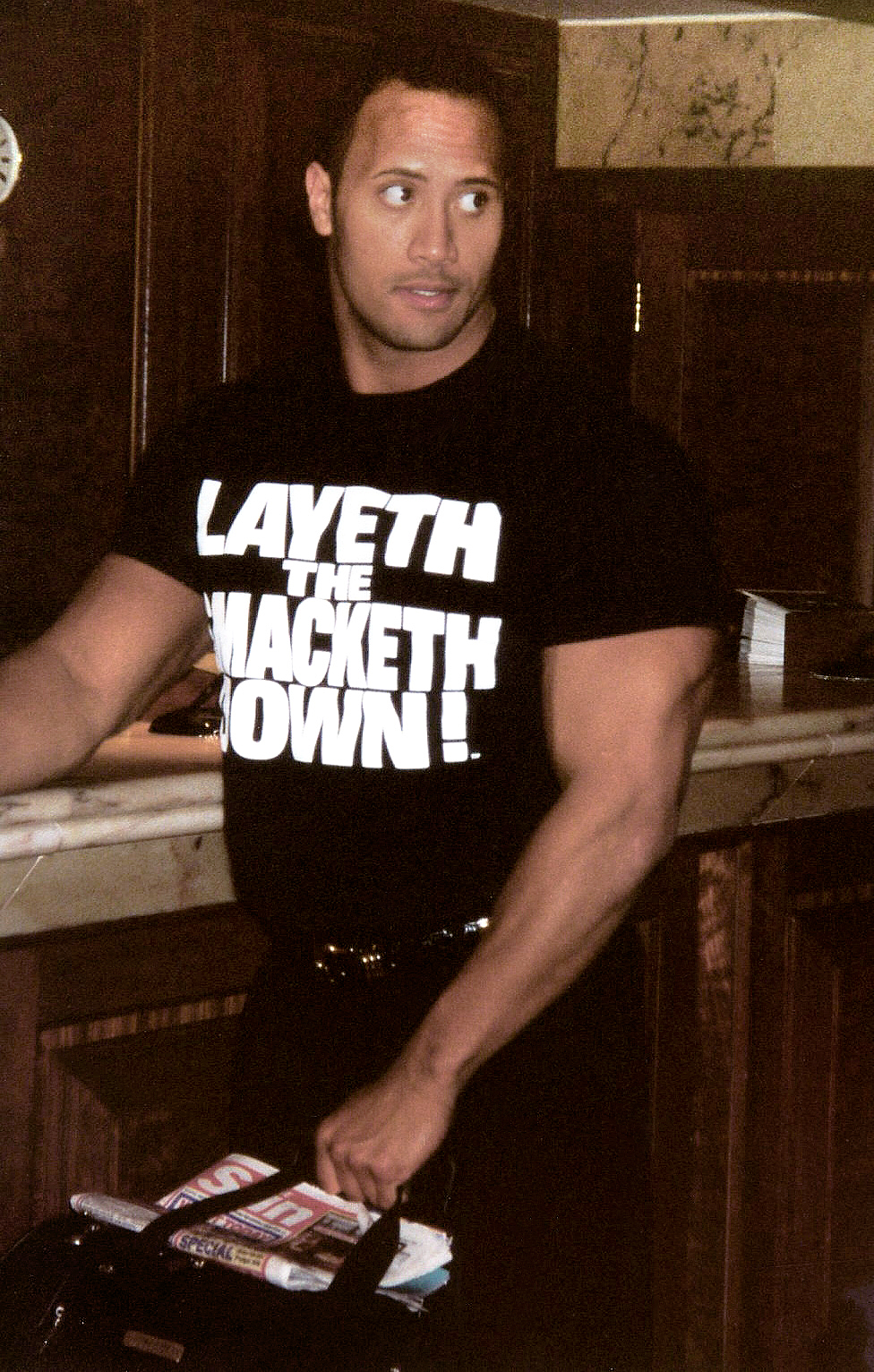
The Rock nel 1999

Nell'autunno dello stesso anno Rocky decise di puntare al WWF Championship e al WWF Tag Team Championship. Non riuscì a raggiungere il primo obiettivo nel corso del 1999 a causa delle interferenze a favore di Triple H, il quale vinse un Six-Pack Challenge a Unforgiven che includeva, oltre a The Rock, anche Davey Boy Smith, Big Show, Kane e Mankind. Allo stesso tempo The Rock aveva formato un'alleanza col vecchio nemico Mankind, formando i Rock 'n' Sock Connection, dopo che Mankind si offrì di aiutare Rock nella sua sfida lanciata contro The Undertaker e Big Show. The Rock accettò la proposta e i due iniziarono un'aspra rivalità con Big Show e The Undertaker per il WWF Tag Team Championship, che The Rock e Mankind riuscirono a conquistare in tre occasioni. I Rock 'n' Sock Connection sono considerati uno dei tag team più divertenti nella storia, con Mankind che imitava The Rock, il quale a sua volta ignorava il compagno di coppia; entrambi i wrestler erano molto amati dai fan. Il tag team fu coinvolto anche in un famoso segmento di Raw Is War chiamato "This Is Your Life", in cui Mankind portò sulla scena persone del passato di The Rock, come la sua ex fidanzata e un suo insegnante. Il segmento raggiunse il rating di 8.4, che è il picco di audience raggiunto da uno show settimanale di wrestling. Alle Survivor Series fallì un altro assalto al titolo del mondo in un match che coinvolgeva Triple H e Big Show, dove vinse quest'ultimo; il mese seguente, ad Armageddon, fallisce l'assalto al quarto titolo mondiale di coppia con Mankind, vincendo solo per squalifica contro i New Age Outlaws.

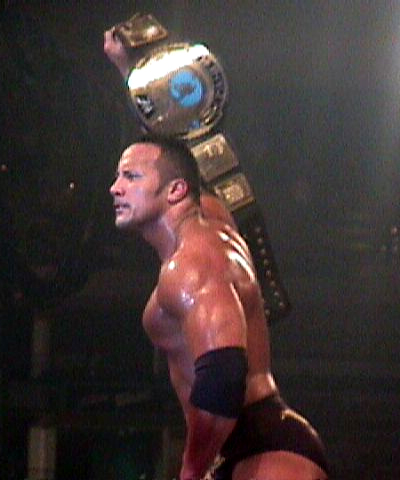
The Rock con il WWF Championship nel 2000

Alla Royal Rumble The Rock partecipò all'omonimo match, che vinse eliminando per ultimo Big Show, ottenendo così l'opportunità titolata per WrestleMania 2000. Per WrestleMania si decise di mettere in palio il titolo mondiale in un fatal four-way match, tra Triple H, The Rock, Big Show e Mick Foley, ognuno accompagnato da un membro della famiglia McMahon: rispettivamente Stephanie, Vince, Shane e Linda. La vittoria arrise a Triple H, grazie al tradimento di Vince nei confronti di Rock, che infuriato decise di vendicarsi, iniziando una faida contro il regime instaurato dalla coppia McMahon-Triple H (The McMahon-Helmsley Faction).
A Backlash The Rock riconquistò il titolo sconfiggendo Triple H grazie all'interferenza di Steve Austin, ma a Judgment Day, uscì sconfitto da un Iron Man match, per 6-5, a causa dell'arbitraggio a sfavore di Shawn Michaels che punì l'interferenza del rientrante Undertaker dopo aver ignorato quelli della famiglia McMahon e della D-X. Ottiene poi una vittoria a King of the Ring, dove lui, Undertaker e Kane sconfissero Triple H, Shane e Vince McMahon, il quale fu proprio schienato da The Rock, che a seguito della stipulazione indetta da Linda McMahon conquistò il WWF Championship per la quinta volta. Questo regno fu il più duraturo della sua carriera: difese il titolo a Fully Loaded contro Chris Benoit; a SummerSlam in un triple threat match contro Triple H e Kurt Angle; e a Unforgiven, in un fatal four-way match, batté Chris Benoit, The Undertaker e Kane.
The Rock partecipò alla Royal Rumble, ma fu eliminato. Ebbe comunque l'opportunità di conquistare il titolo a No Way Out contro Kurt Angle, che The Rock sconfisse per vincere il WWF Championship per la sesta volta. The Rock ebbe comunque una rivincita contro il neo-campione la sera dopo a Raw Is War in uno steel cage match, ma non riuscì a vincere il match a causa dell'intervento di Triple H, che si alleò con McMahon e Austin per formare il gruppo noto come "The Power Trip". The Rock è stato poi sospeso dalla WWF a tempo indeterminato nella successiva puntata di SmackDownǃ dallo stesso McMahon: ciò fu fatto per permettergli di recitare in La mummia - Il ritorno.

#### Invasion (2001–2002)

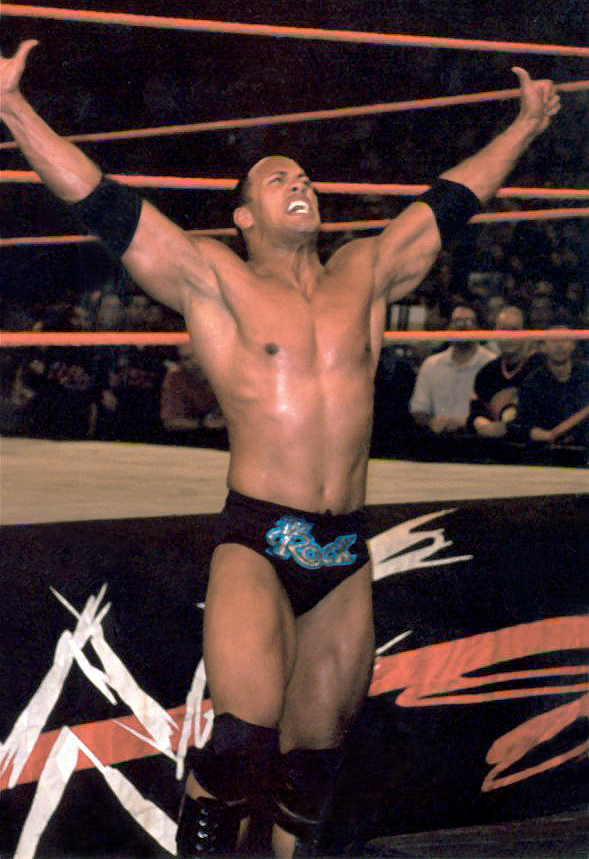
The Rock nel 2001

Per Vince McMahon e la WWF le cose stavano volgendo al peggio, con l'infortunio di Triple H che aveva segnato la fine della sua fazione con Steve Austin e la guerra con l'Alliance, l'unione di wrestler provenienti dalla Extreme Championship Wrestling e dalla World Championship Wrestling. Il gruppo all'ordine di Paul Heyman e Shane e Stephanie McMahon contestava il dominio della WWF e di Vince McMahon. Il colpo più basso fu quando Austin tradì la WWF a Invasion, alleandosi con gli invasori e divenendo anche il loro leader. A questo punto McMahon si ritrovò costretto a richiamare in causa The Rock, che tornò nella puntata di Raw del 30 luglio 2001 atterrendo Vince e Shane che se lo stavano contendendo.
The Rock divenne dunque insieme a Kurt Angle e Chris Jericho il capo della resistenza contro gli invasori e andò subito per il WCW Championship contro Booker T, strappandoglielo a SummerSlam e difendendolo con successo a Unforgiven in un handicap match contro Booker T e Shane McMahon. In seguito scoppiò la rivalità fra The Rock e Chris Jericho, che gli contendeva il posto di leader della WWF. The Rock perse il titolo proprio contro Jericho a No Mercy, riconquistandolo però due settimane dopo a Raw Is War.
La rivalità fra la WWF e l'Alliance si concluse alle Survivor Series nel Winner Takes All match che vedeva il Team WWF opposti al Team WCW/ECW. The Rock fu l'ultimo sopravvissuto ed eliminò Austin grazie all'aiuto di Angle.

#### Varie faide (2002–2003)
Alla Royal Rumble affrontò Jericho per l'Undisputed WWF Championship, ma senza successo.

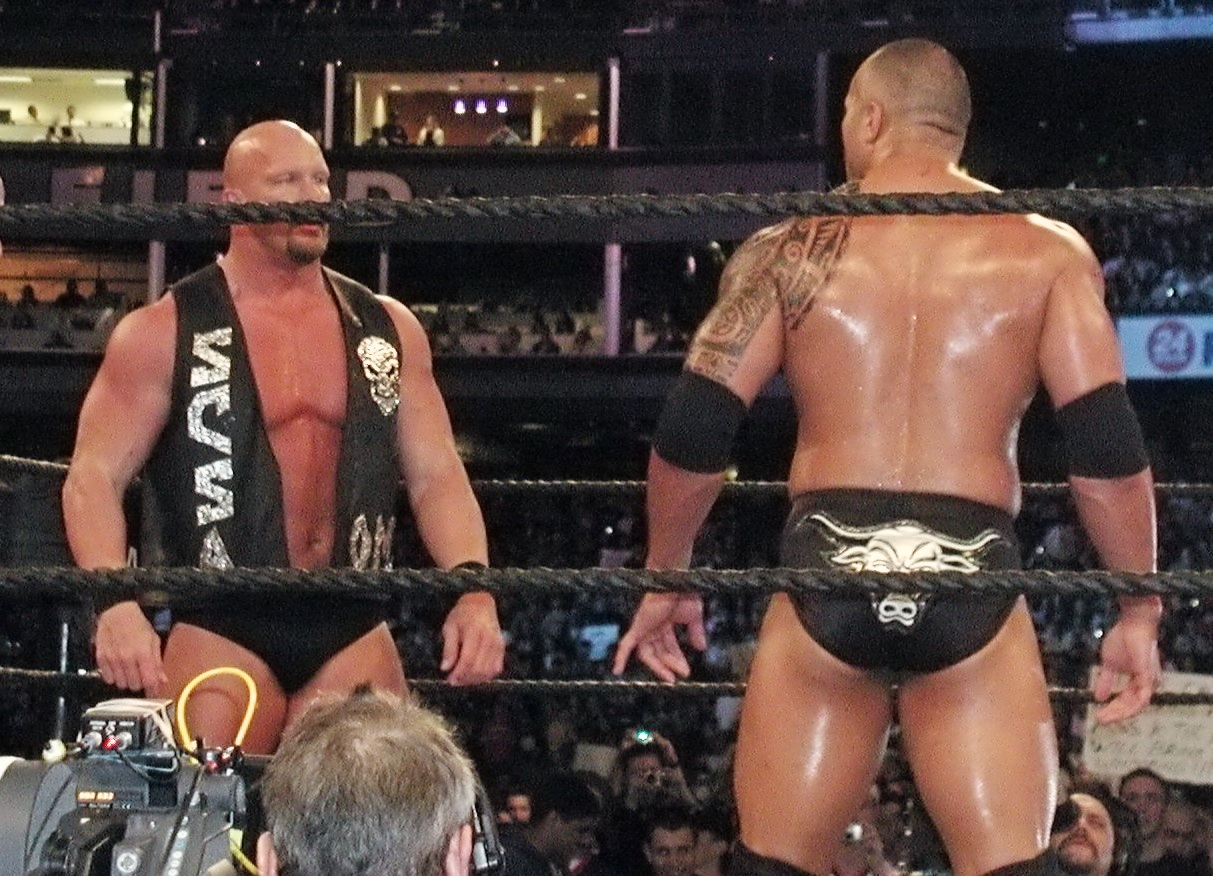
The Rock contro Steve Austin a WrestleMania XIX

The Rock passò la sera successiva a Raw al roster di SmackDownǃ dal co-proprietario della federazione, Vince McMahon. Tornò nel mese di giugno a King of the Ring puntando all'Undisputed WWE Championship, detenuto da The Undertaker. Vinse il titolo per la settima volta a Vengeance, ma lo perse il mese dopo a SummerSlam contro il vincitore del torneo King of the Ring, Brock Lesnar.
The Rock fece il suo ritorno nel roster di SmackDown! il 30 gennaio 2003, tornando un heel dal 1999, alleandosi nuovamente con Mr. McMahon durante la sua faida con Hulk Hogan.

#### Apparizioni sporadiche (2003–2004)
Poco dopo l'uscita del film The Rock tornò a Raw per delle sporadiche apparizioni, iniziando una faida con Chris Jericho e Christian. In vista di WrestleMania XX ricostituì con Mankind la Rock 'n' Sock Connection. La coppia fu opposta a tre componenti dell'Evolution. La Rock 'n' Sock Connection fu sconfitta, ma il ritorno fu gradito dal pubblico.

#### Ritorno e faida con John Cena (2011–2012)

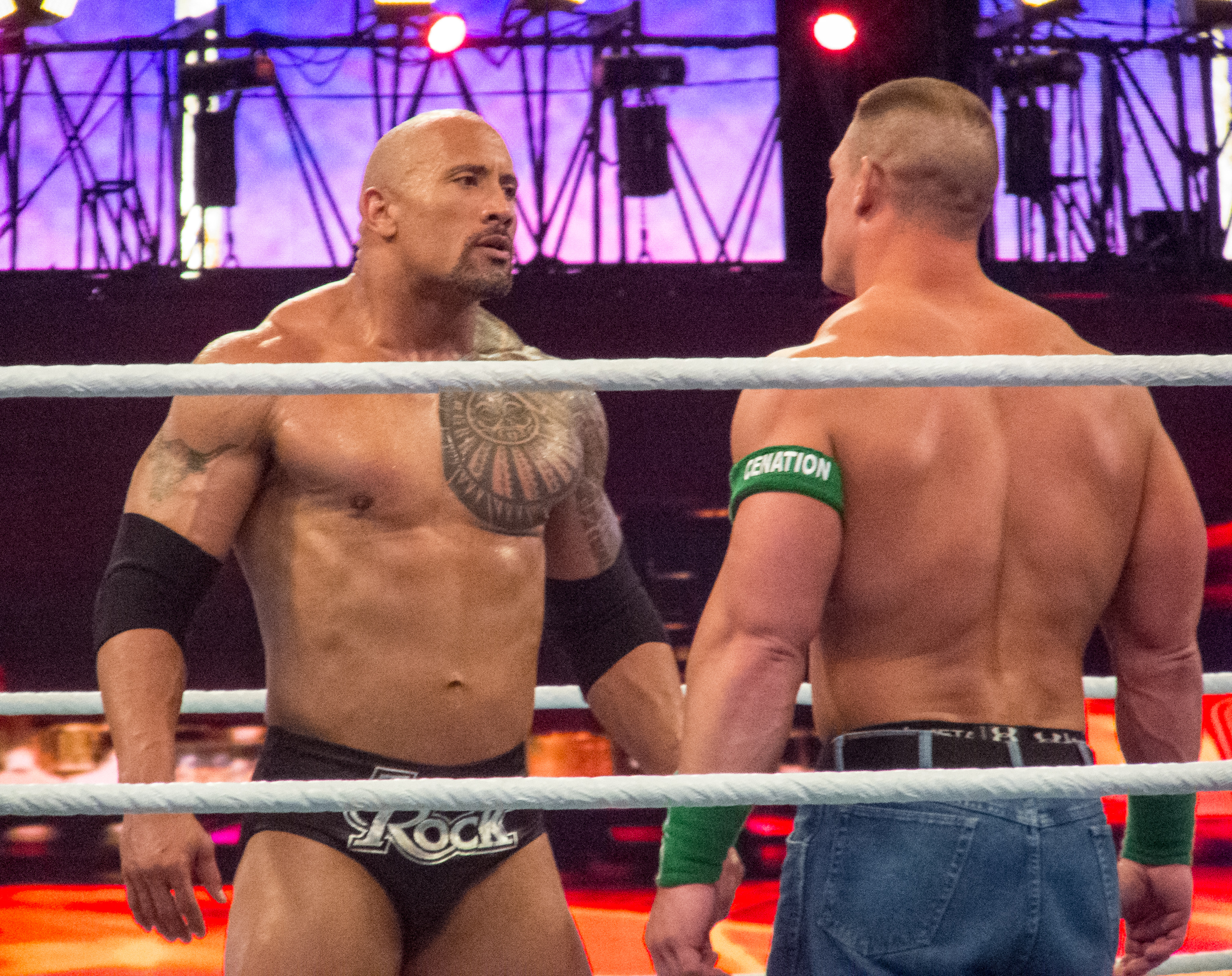
The Rock contro John Cena a WrestleMania XXVIII nel 2012

Il 14 febbraio 2011, nel corso della puntata di Raw, The Rock è stato annunciato come guest host di WrestleMania XXVII. In tale occasione è tornato a Raw dopo sette anni, con un discorso di venti minuti in cui ha attaccato John Cena e The Miz. Nelle successive settimane a Raw ha iniziato un botta-risposta con John Cena, mentre nella puntata del 28 marzo ha colpito The Miz con il People's Elbow, per poi subire una Attitude Adjustment da parte di John Cena.
A WrestleMania XXVII, tenutasi ad Atlanta, in Georgia, il 3 aprile 2011, è apparso nel main event fra Cena e The Miz. La sera seguente a Raw è stato sfidato da Cena sfida a un match; The Rock ha accettato, stabilendo come cornice dell'incontro WrestleMania XXVIII il 1º aprile 2012. The Rock è riapparso nella puntata di Raw svoltasi a Miami il 2 maggio 2011, per celebrare il suo trentanovesimo compleanno.

#### Faida con CM Punk (2012–2013)

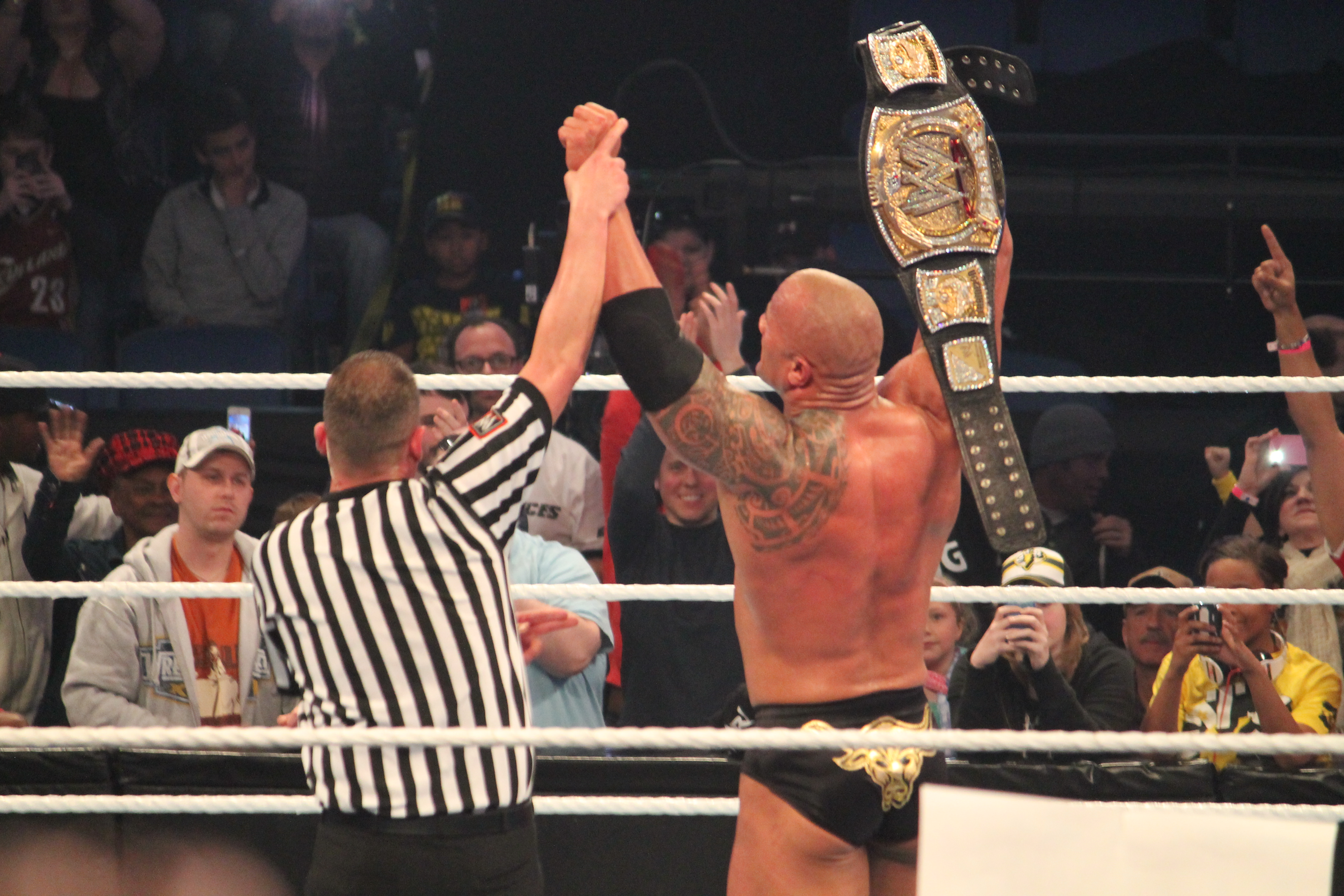
The Rock dopo aver vinto il WWE Championship nel 2013

The Rock ha fatto il suo ritorno il 23 luglio 2012 a Raw 1000 intervenendo nel mezzo di una discussione tra Daniel Bryan e CM Punk per annunciare a quest'ultimo che alla Royal Rumble avrebbe lottato un match per il WWE Championship. Quella stessa sera ha salvato John Cena dall'assalto di Big Show, per poi essere attaccato da CM Punk.

#### Apparizioni sporadiche (2014–2023)
Il 6 aprile 2014 ha fatto un'apparizione a WrestleMania XXX con Hulk Hogan e Steve Austin.
Nella puntata di Raw del 6 ottobre è tornato per confrontarsi con Rusev e Lana, per poi attaccare Rusev e gettarlo fuori dal ring.
È poi intervenuto il 25 gennaio 2015 a Royal Rumble per aiutare Roman Reigns a liberarsi di Kane e Big Show durante l'omonimo match, venendo fischiato per aver aiutato Reigns a ottenere la vittoria.
The Rock è tornato nella puntata di Raw del 25 gennaio 2016 per promuovere WrestleMania 32. In seguito, dopo essere stato interrotto dalla Wyatt Family, ha sfidato ad un match Rowan, sconfiggendolo con una Rock Bottom; esso rappresenta, con una durata di sei secondi, il match più breve nella storia di WrestleMania. Aiutato poi dal rientrante John Cena si è liberato degli altri due membri, Wyatt e Strowman.

#### The Final Boss (2024–presente)
Il 23 gennaio 2024 fu annunciato il suo ingresso nel consiglio di amministrazione di TKO, la società nata in seguito all'acquisizione della WWE da parte di Endevor.
Durante la puntata di Raw del 1 gennaio 2024 fa una apparizione lanciando una sfida a Roman Reigns per il titolo di capo tribù della famiglia Anoa'i. Successivamente agli eventi di Royal Rumble dove Rhodes ottiene la vittoria nel royal rumble match, nella puntata di Smackdown successiva all'evento Rhodes annuncia di cedere il posto di sfidante al WWE Championship e al WWE Universal Championship a The Rock.
Nella conferenza stampa di WrestleMania XL a Las Vegas The Rock e Reigns ufficializzano il match di WrestleMania, ma Rhodes li interrompe tornando sui suoi passi e annunciando di voler sfidare Reigns, dicendo che in quanto vincitore del Royal Rumble Match spetta di diritto a lui scegliersi il proprio sfidante, provocando l'ira di quest'ultimo e dello stesso Rock, che lo schiaffeggia in pieno volto, confermando un turn heel. A SmackDown nella puntata successiva ai fatti del kickoff, torna a vestire i panni di Hollywood Rock (personaggio heel già interpretato nei primi anni 2000) e sfida Rhodes e Seth Rollins a un tag team match per la prima notte di Wrestlemania XL. in caso di vittoria della Bloodline il match della notte dopo tra Rhodes e Reigns sarebbe stato un Bloodline rules match senza squalifiche, mentre qualora avessero vinto Rhodes e Rollins la Bloodline sarebbe stata bandita da bordo ring. La settimana dopo Rhodes e Rollins accettano la contesa, rendendola il main event della notte 1 dello show. a Wrestlemania XL nella notte 1 la coppia samoana trionfa con lo schienamento proprio di The Rock a Cody Rhodes, nella notte 2 invece interviene per difendere Roman dall'attacco di John Cena ma viene a sua volta attaccato da Undertaker, il match termina con la vittoria di Cody Rhodes che strappa il titolo a Roman Reigns dopo 4 anni di dominio indiscusso.

## Personaggio

### Mosse finali

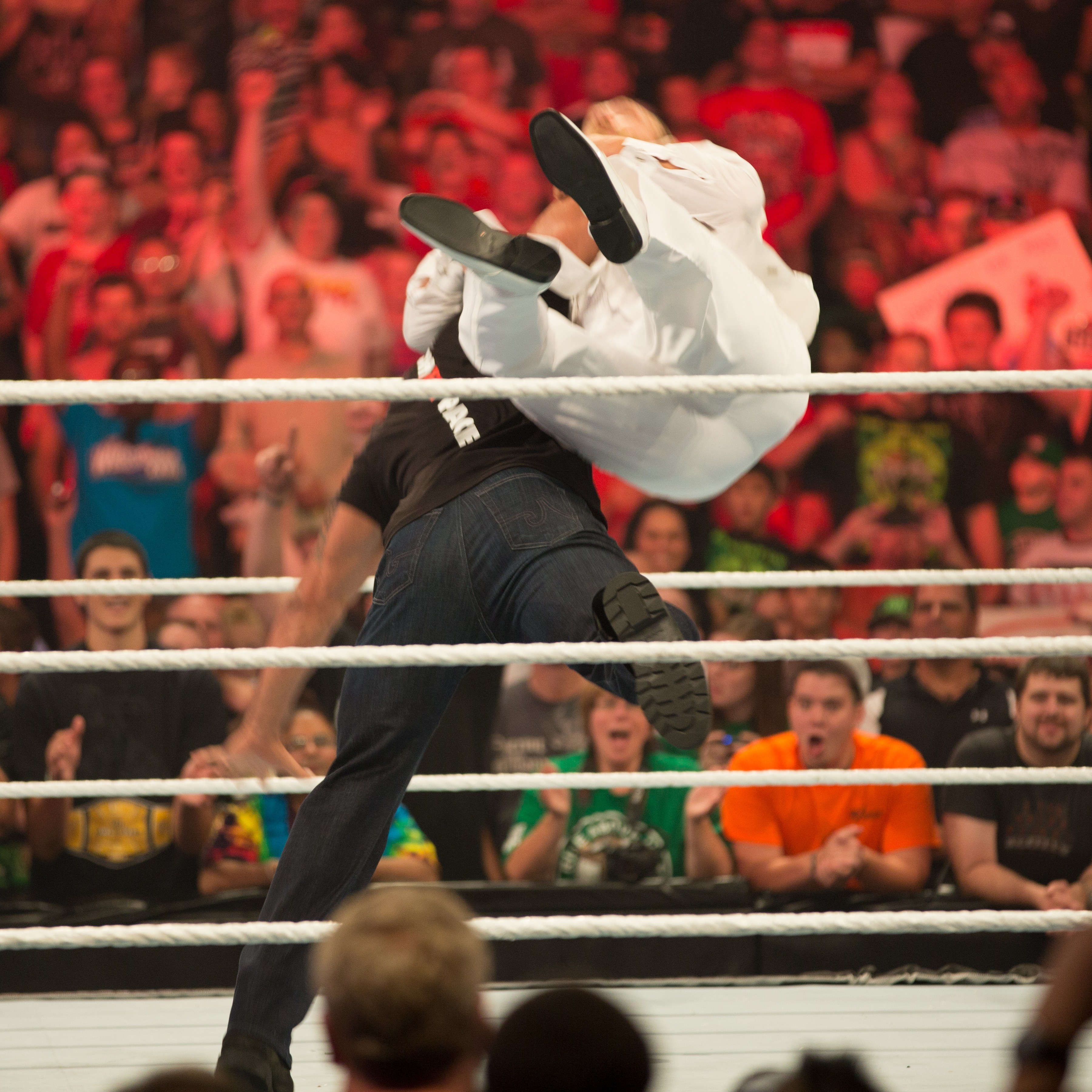
The Rock esegue la Rock Bottom su Daniel Bryan

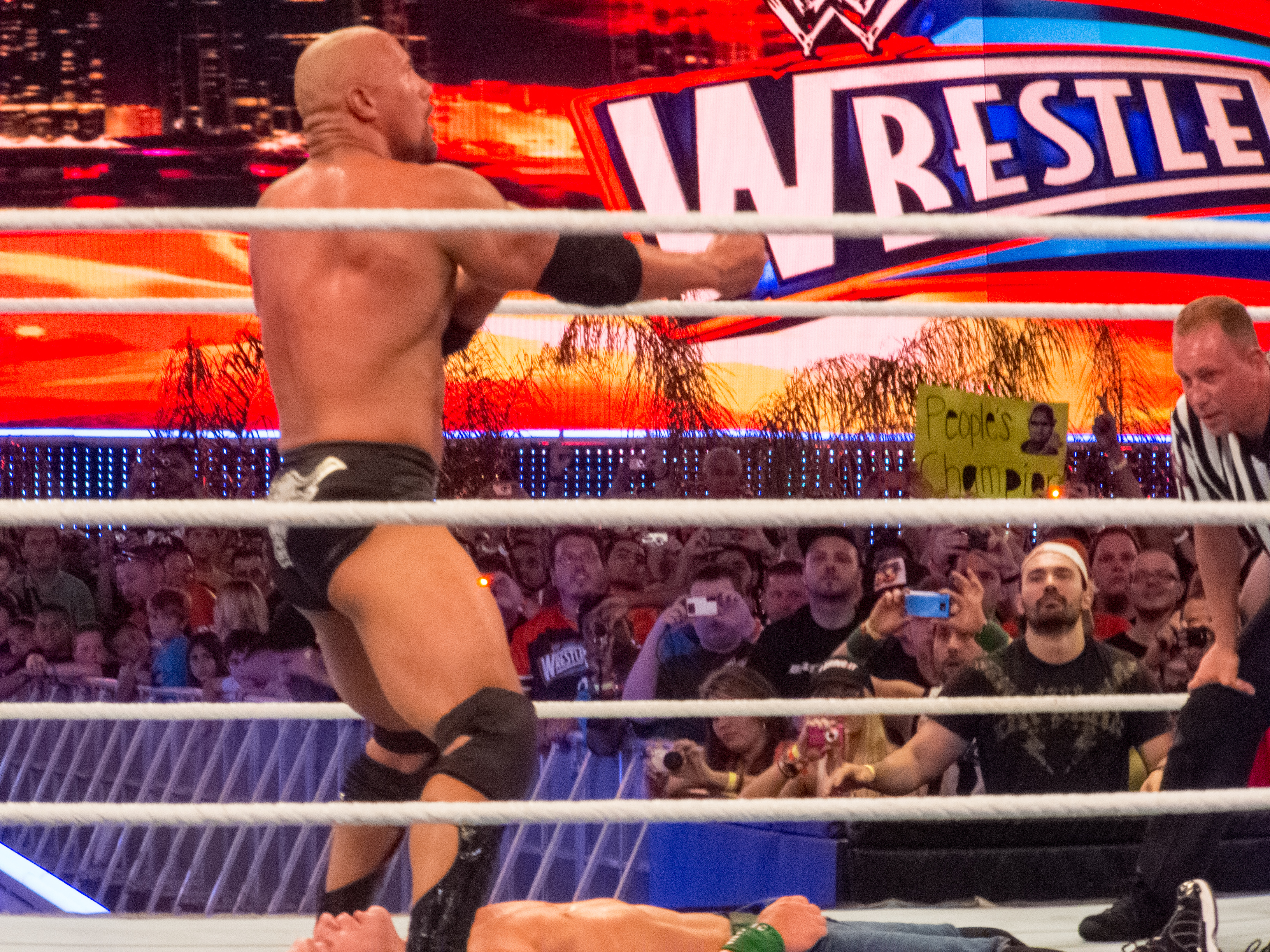
The Rock si appresta a eseguire il People's Elbow su John Cena

- People's Elbow/Corporate Elbow (Running delayed high-impact elbow drop al petto dell'avversario) – dal 1997[4][130][131]
- Rock Bottom (Lifting side slam) – dal 1997[4][131]

### Soprannomi
- "The Brahma Bull"[132]
- "The Corporate Champion"[133]
- "The Great One"[132]
- "The Most Electrifying Man in All of Entertainment"[134]
- "The Most Electrifying Man in Sports Entertainment"[135]
- "The People's Champion"[136]
- "Rocky"[132]
- "The Final Boss"[137]

### Manager
- Debra[138]
- Mr. McMahon[138]
- Shane McMahon[138]

## Carriera di attore

### Anni duemila: gli esordi e il successo mondiale

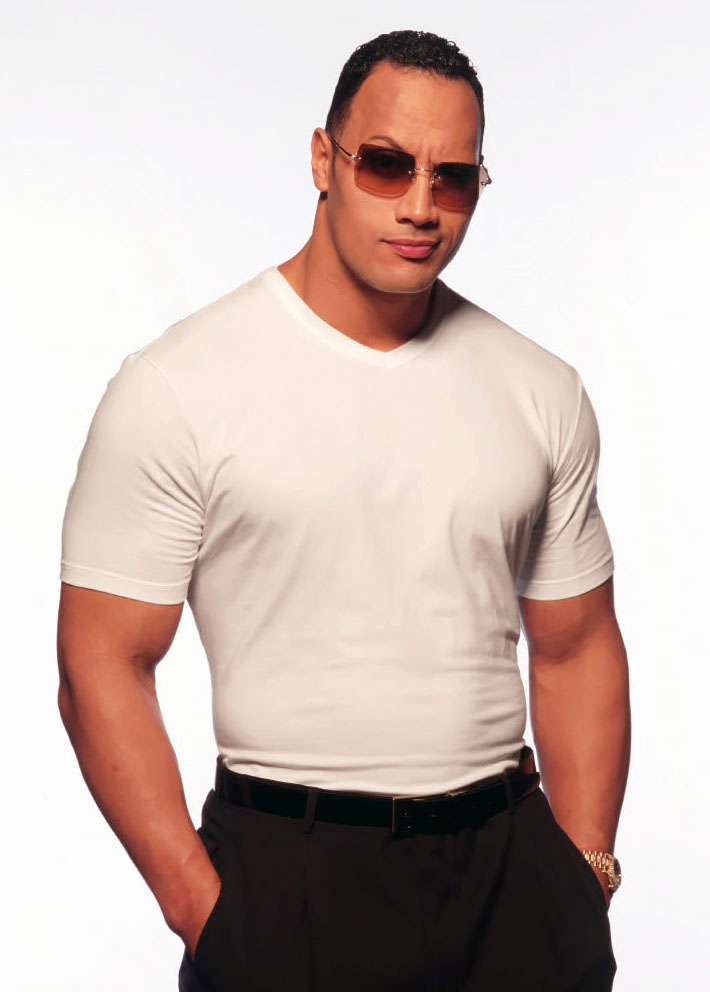
Dwayne Johnson durante uno scatto fotografico per Vanity Fair nel 2001

Esordì come attore nel 1999, interpretando suo padre in un episodio di That '70s Show e dal mese di giugno 2000 iniziò a girare il suo primo film, Longshot, interpretando l'aggressore e in seguito fece delle piccole parti in dei telefilm, come Star Trek: Voyager e The Net. Nel primo film si fece accreditare con il nome di Dwayne Johnson, mentre nei telefilm con il nome di Dwayne "The Rock" Johnson.
Quando fece il suo ingresso nel mondo del cinema venne supportato da Sylvester Stallone e Arnold Schwarzenegger, con i quali ha sempre avuto un rapporto speciale, a partire da quando era un loro giovane fan, che dura tutt'ora; in particolare Arnold Schwarzenegger e Dwayne Johnson hanno sempre espresso ammirazione e stima reciproca e si sono aiutati vicendevolmente in varie occasioni.
Nel 2001 continuò con i suoi impegni da attore, facendosi accreditare con il nome di The Rock e girando in collaborazione con WWE Films, La mummia - Il ritorno, nella parte del Re Scorpione. Il film ebbe successo e la sua interpretazione ebbe un impatto tale che un anno dopo fu prodotto un film dedicato al personaggio intitolato Il Re Scorpione. La collaborazione con WWE Film proseguì e nel 2003 recitò ancora da protagonista ne Il tesoro dell'Amazzonia, in cui compare anche, amichevolmente, Arnold Schwarzenegger, in un cameo, girato mentre era governatore della California.. Recita poi in A testa alta sempre prodotto da WWE Films.

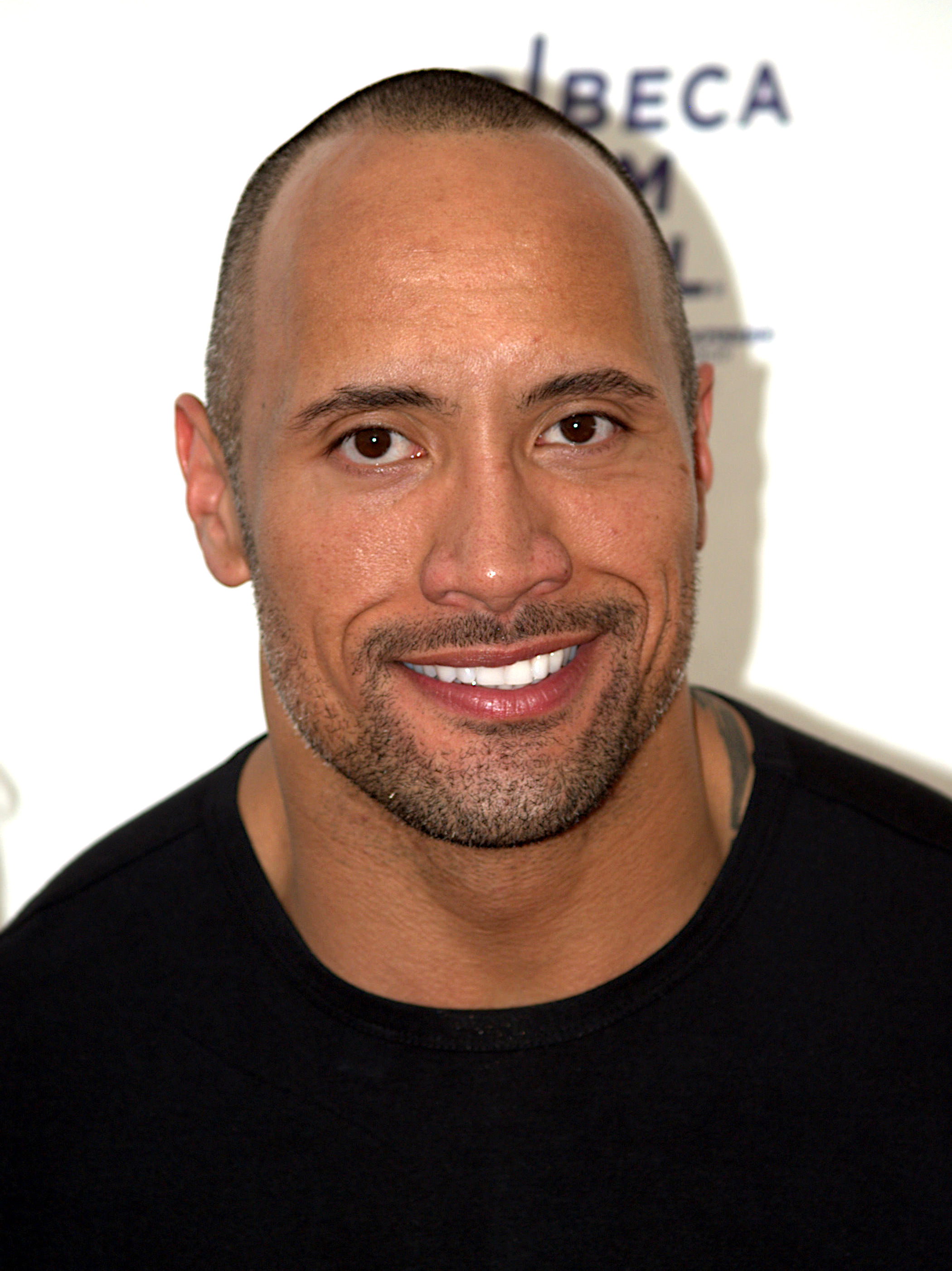
Dwayne Johnson al Tribeca Film Festival del 2009

Successivamente, divenuto ormai un attore a tutti gli effetti, decise di accettare incarichi anche nei film che non erano prodotti della WWE. Lasciò il wrestling e divenne un attore a tempo pieno che lo fece diventare più famoso, ma facendosi accreditare sempre con il nome di The Rock. Il primo film girato nel 2005 è stato Be Cool, dove poté lavorare con attori come John Travolta, Uma Thurman e Danny DeVito e nei mesi successivi fu ingaggiato nel film d'azione Doom, ispirato all'omonimo videogioco. Il film fu un flop, ma gli valse comunque una nomination al People's Choice Awards 2006, come miglior attore per i film d'azione.
Nel 2006 è stato ingaggiato per girare cinque film. Il primo è stato Southland Tales - Così finisce il mondo, a cui è seguito La gang di Gridiron, un film sul football americano. Contemporaneamente a questi avvenimenti, si vociferava di un suo possibile ritorno sul ring, ma alcuni siti riportarono il contrario e alla fine lo stesso The Rock intervenne, dicendo che sarebbe tornato quando la stampa se lo sarebbe meno aspettato. Nello stesso periodo girò Reno 911!: Miami, dove fece una comparsa nella parte di sé stesso.
Durante un'intervista disse che ormai il wrestling non era più suo territorio, ma che avrebbe voluto continuare a fare l'attore che lui considerava la sua professione. Infatti nei film che avrebbe girato da questo momento in poi non si fece più accreditare con il nome di The Rock, bensì con il suo vero nome, Dwayne Johnson. Questi comprendono le commedie della Disney Cambio di gioco del 2007 e Corsa a Witch Mountain del 2009, anno in cui ha anche partecipato a un episodio del Saturday Night Live, parodiando il presidente degli Stati Uniti d'America Barack Obama.

### Anni duemiladieci: l'apice della carriera

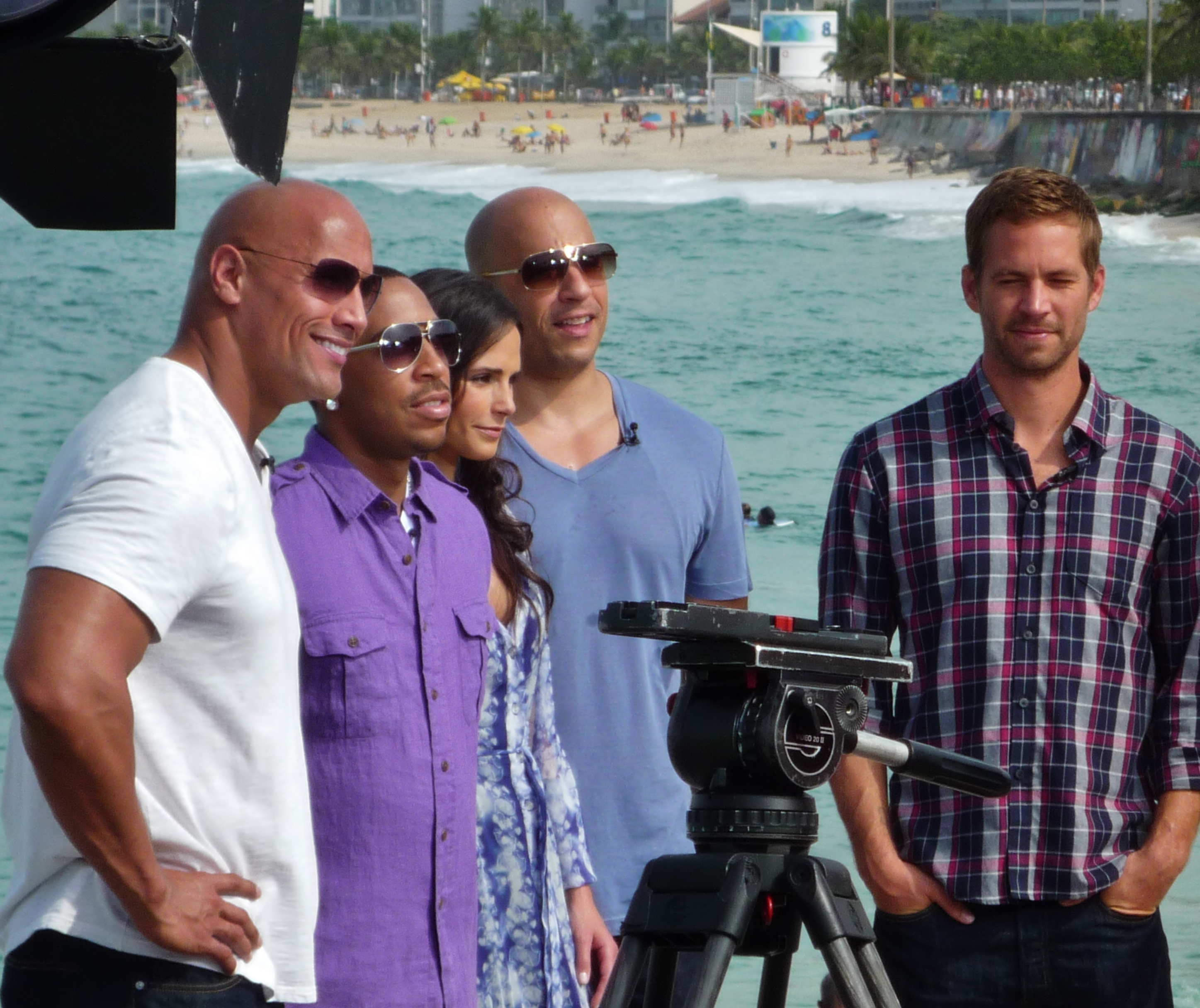
Dwayne Johnson con il cast di Fast & Furious 5 nel 2011

Nel 2010 è uscito L'acchiappadenti, nel quale ha recitato al fianco di Julie Andrews. Sempre nel 2010 è nel cast del film I poliziotti di riserva. Nel settembre 2010 è stato scritturato per il film Viaggio nell'isola misteriosa (Journey 2: the Mysterious Island), al fianco di Michael Caine. The Rock sostituì Brendan Fraser, inizialmente scelto per il ruolo, poi abbandonato per altri impegni. Sempre nello stesso anno ha fatto una comparsa nel film comico Ancora tu! con Kristen Bell, Jamie Lee Curtis, Sigourney Weaver e Betty White. Sempre nel 2010 è protagonista del film d'azione Faster.
Nel 2011 ha interpretato Luke Hobbs in Fast & Furious 5, ruolo che avrebbe ricoperto anche nel sesto (2013), settimo (2015) e ottavo capitolo (2017) della saga. Il film ottiene critiche molto positive e incassa $626,137,675. La serie di film riscosse un enorme successo, che rese Dwayne sempre più popolare nel panorama cinematografico mondiale. Con questo film e con l'ingresso di The Rock, la serie si trasforma sempre più in un ensemble d'azione con incassi sempre più alti.
Nel 2012 ha fatto parte del cast nel film G.I. Joe - La vendetta (sequel di G.I. Joe - La nascita dei Cobra), nei panni di Roadblock, al fianco di Bruce Willis. Il film, sebbene con un budget inferiore a quello del capitolo precedente della saga, ottiene un incasso al botteghino molto superiore rispetto a quello di G.I. Joe - La nascita dei Cobra, risultando un successo commerciale e aprendo la strada alla realizzazione di un nuovo capitolo del franchise.
Nel 2013 la rete televisiva statunitense TNT lo ha scelto per condurre il programma The Hero, un reality game show in cui i concorrenti affrontano diverse sfide per concorrere al premio finale di un milione di dollari. Sempre nel 2013 torna a vestire i panni di Luke Hobbs in Fast & Furious 6 che ottiene critiche generalmente positive e incassa $788,683,342. Per la prima volta compaiono nello stesso film The Rock, Vin Diesel e Jason Statham.
Nel 2014, nel film Hercules: il guerriero, ha interpretato la parte da protagonista del famoso semidio greco Ercole.
Nel 2015 è fra i protagonisti di Fast & Furious 7 che diventa l'undicesimo maggiore incasso della storia del cinema, nonché il film della serie Fast and Furious con gli incassi maggiori, con un guadagno complessivo di $1,515,342,457. Nello stesso anno è stata ufficializzata la sua presenza in Fast & Furious 8, uscito nel 2017. È stata inoltre annunciata l'idea di creare uno spin-off incentrato sul suo personaggio. Sempre nello stesso anno è stato ospite in una puntata del Saturday Night Live in cui ha impersonato Barack Obama, per poi recitare come protagonista in Ballers, serie televisiva statunitense creata da Stephen Levinson e rinnovata per una seconda stagione. Sempre nel 2015 è protagonista del film catastrofico San Andreas diretto da Brad Peyton.

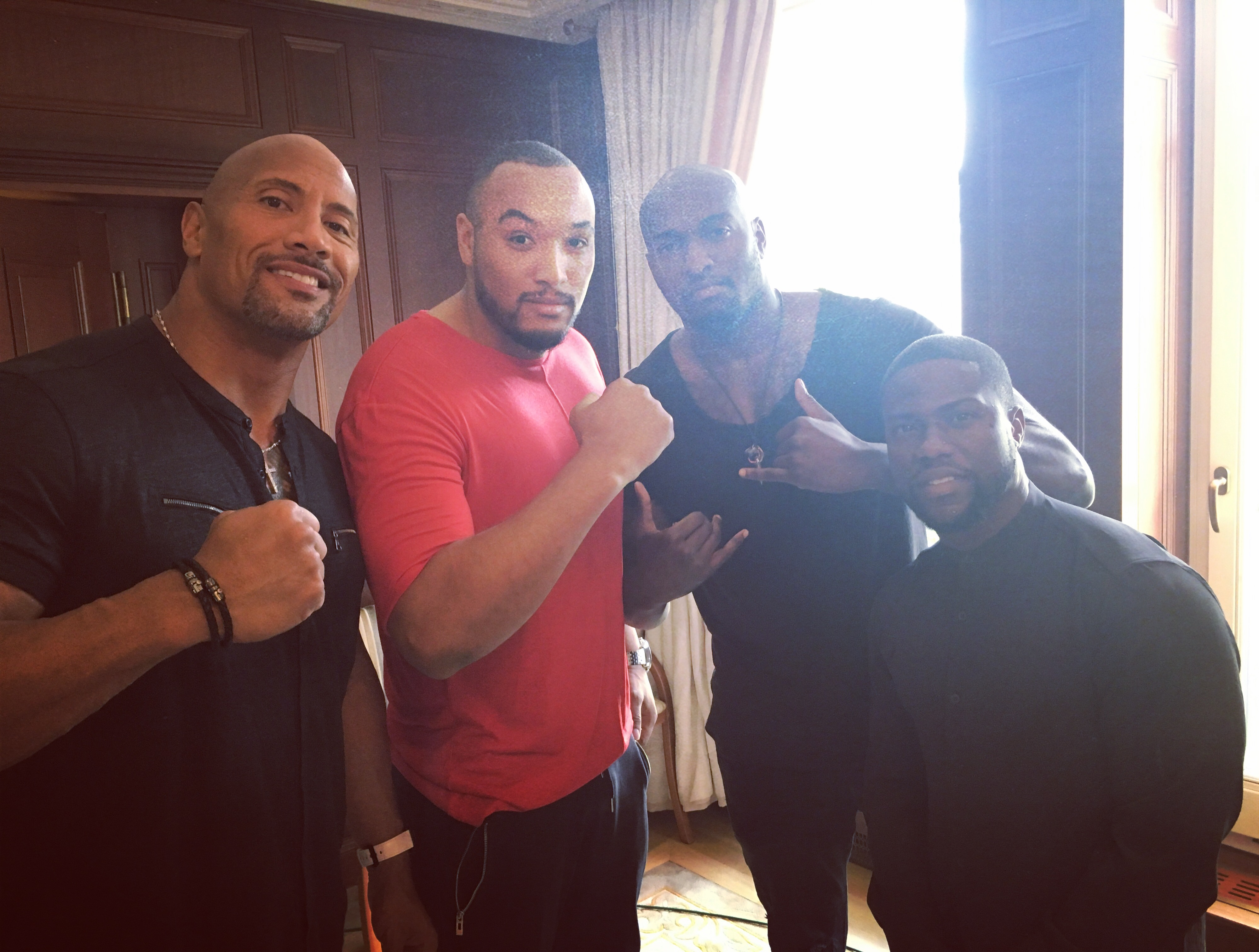
Dwayne Johnson con Kevin Hart nel 2016

Nell'aprile 2016 Johnson ha presentato, assieme a Kevin Hart, gli MTV Movie Awards, durante i quali si è anche aggiudicato due candidature per il film San Andreas. Sempre nel 2016 è anche protagonista, insieme a Kevin Hart, di Una spia e mezzo.
Nel 2017 è fra i protagonisti di Fast & Furious 8, che insieme a Fast & Furious 7, è uno dei due film della saga ad aver raggiunto e superato il miliardo d'incassi. La sintonia fra i personaggi di Johnson e Statham e il loro apprezzamento da parte del pubblico spingono i produttori della Universal Pictures a ipotizzare uno spin-off con protagonisti Dwayne Johnson e Jason Statham, incentrato sui personaggi di Luke Hobbs e Deckard Shaw. Successivamente viene confermato che lo spin-off, diretto da David Leitch, arriverà nelle sale statunitensi il 2 agosto 2019 e che le riprese inizieranno nel settembre 2018, facendo slittare le riprese e l'uscita del nono capitolo della saga principale con Vin Diesel. I rapporti fra The Rock e Vin Diesel si inaspriscono e Luke Hobbs scomparirà dalla serie principale di Fast and Furious, fino al suo ritorno nei titoli di coda del decimo capitolo, quando i rapporti fra le due star si saranno riappianati.
Nel mese di luglio Johnson ha realizzato, in collaborazione con Apple, un cortometraggio sul software Siri; nell'agosto successivo Johnson viene inserito dalla rivista Forbes al secondo posto tra gli attori più pagati dell'anno, con un guadagno di 65 milioni di dollari. Il 13 dicembre ha inoltre ricevuto la stella numero 2.624 sulla Hollywood Walk of Fame.
Sempre nel 2017 è protagonista, ancora insieme a Kevin Hart, di Jumanji - Benvenuti nella giungla, che viene accolto positivamente dalla critica e incassa 962 milioni di dollari globalmente. Il film diventa il più grande incasso al botteghino statunitense della Sony Pictures.
Nel 2018 è protagonista del film Rampage - Furia animale, basato sull'omonimo videogioco degli anni ottanta, e di Skyscraper, action movie di Rawson Marshall Thurber. Skyscraper si ispira ai film Trappola di cristallo del 1988 e L'inferno di cristallo del 1974, esplicitamente omaggiati in occasione dell'uscita del film anche con due poster ufficiali dal look vintage che Dwayne Johnson ha condiviso su Twitter elogiando i due classici e descrivendo Bruce Willis, interprete di Trappola di cristallo, come una sua grande fonte d’ispirazione.
Nel 2019 Johnson è protagonista insieme a Jason Statham di Fast & Furious - Hobbs & Shaw, distribuito nelle sale statunitensi a partire dal 2 agosto 2019, un anno prima del nono capitolo del franchise originale. Sempre nel 2019 riprende il ruolo del Dr. Smolder Bravestone in Jumanji: The Next Level sequel di Jumanji - Benvenuti nella giungla. Come il suo predecessore, anche il sequel viene accolto positivamente dalla critica e incassa 801 milioni di dollari globalmente, nonostante l'inizio della pandemia.
Nel 2019 il periodico statunitense Forbes lo pone al vertice della classifica degli attori che hanno guadagnato di più al mondo nel periodo tra giugno 2018 e maggio 2019, stimando in 89,4 milioni di dollari statunitensi il suo ricavato annuo totale.

### Anni duemilaventi: i nuovi progetti
Nel 2021 è protagonista dei film Jungle Cruise, con Emily Blunt, e Red Notice, al fianco di Ryan Reynolds e Gal Gadot. Sempre nel 2021 ha ottenuto il ruolo dell'antieroe dei fumetti Black Adam nell'omonimo film del DC Extended Universe, diretto da Jaume Collet-Serra, distribuito nelle sale il 20 ottobre 2022.
Nel novembre 2022 iniziano le riprese di Uno Rosso commedia d'azione natalizia diretta da Jake Kasdan in cui Johnson sarà affiancato da Chris Evans. L'uscita del film nelle sale è prevista a novembre 2024.
Nel 2023 riprende i panni di Luke Hobbs in Fast X in un cameo, nella scena dopo i titoli di coda, che preannuncia il suo ritorno nella saga di Fast & Furious. Nel giugno 2023, Johnson annuncia che i piani per un sequel diretto di Fast & Furious - Hobbs & Shaw sono stati rinviati e che uno spin-off che farà da ponte tra il decimo e l'undicesimo film della saga principale sarebbe stato in sviluppo. È stato poi annunciato il titolo originale del film, "Fast & Furious Presents: Hobbs & Reyes", con Johnson e Jason Momoa come protagonisti.
Nel dicembre 2023 viene annunciato che The Rock sarà protagonista di The Smashing Machine, dramma sportivo targato A24, in cui interpreterà la leggenda delle arti marziali miste e star dell'Ultimate Fighting Championship Mark Kerr. Al suo fianco ci sarà nuovamente Emily Blunt, nel ruolo della moglie di Kerr. Le riprese iniziano a maggio 2024 e si concludono ad agosto.
A ottobre 2024 la Sony Pictures annuncia che la data di uscita del sequel di Jumanji: The Next Level è fissata per l'11 dicembre 2026.

## Vita privata

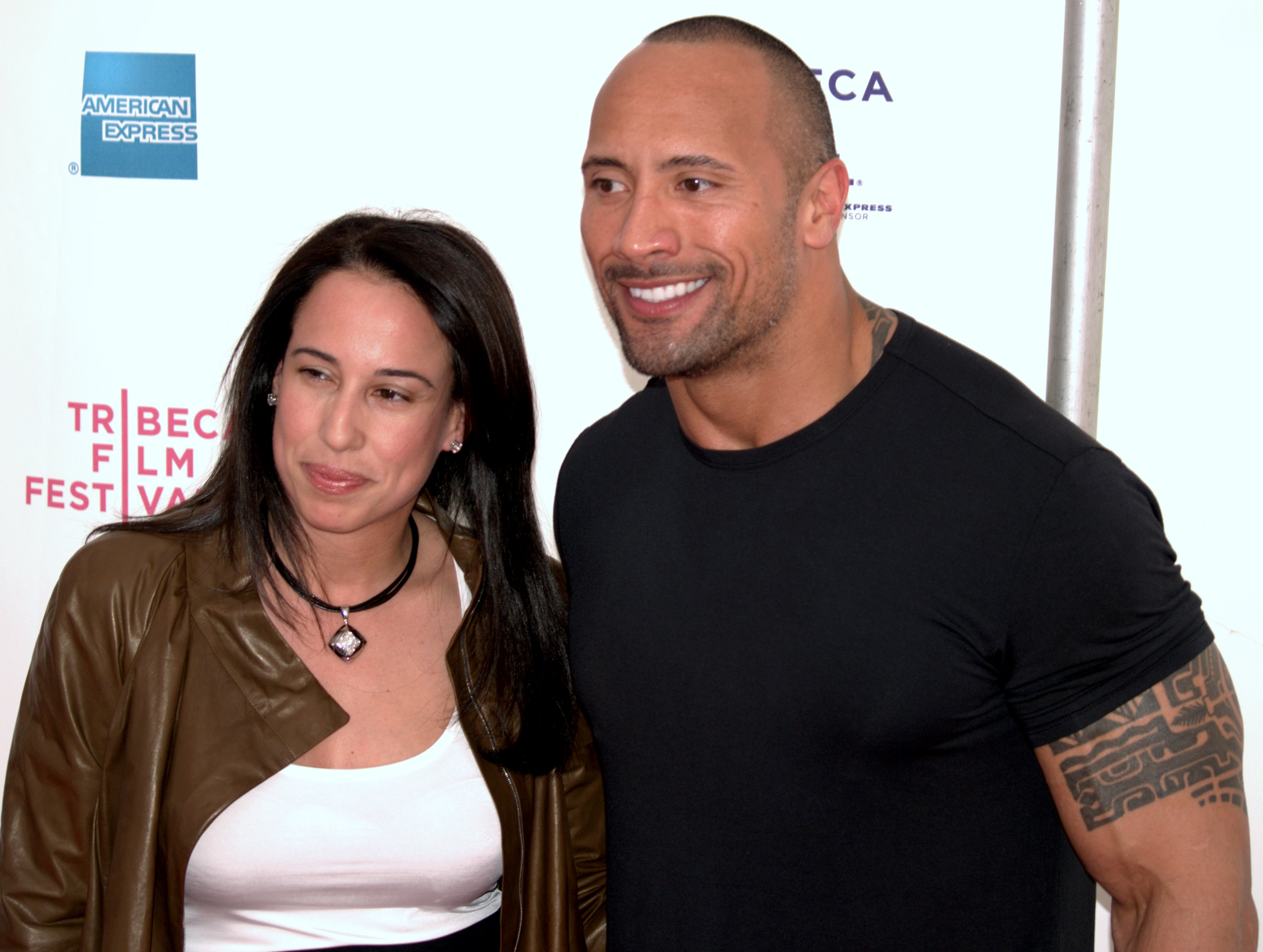
Dwayne Johnson e l'ex moglie Dany Garcia al Tribeca Film Festival 2009

Johnson ha sposato l'imprenditrice e bodybuilder Dany Garcia il 3 maggio 1997. La coppia ha avuto una figlia, Simone, il 14 agosto 2001. Annunciata la separazione il 1º giugno 2007, i due hanno divorziato nel maggio 2008.
Si è successivamente fidanzato con Lauren Hashian, figlia del batterista Sib Hashian, che ha sposato il 18 agosto 2019 alle Hawaii. La coppia ha due figlie; Jasmine (nata il 17 dicembre 2015) e Tiana (17 aprile 2018). La famiglia risiede nella loro villa a Los Angeles, e possiedono inoltre una fattoria in Virginia e una seconda casa a Southwest Ranches, in Florida.
Sua figlia Simone è, dal maggio 2020, lottatrice nella WWE con il nome di Ava Raine, diventando così la prima wrestler "di quarta generazione" nella storia della federazione.
Essendo di origini samoane, Johnson ha ricevuto il titolo nobiliare di "Seiuli" dal sovrano Malietoa Tanumafili II nel luglio 2004, che ha voluto premiarlo per i meriti conseguiti in favore della popolazione samoana.
Dal 2009 è inoltre cittadino canadese, in quanto il padre è nato in Canada.

## Filmografia

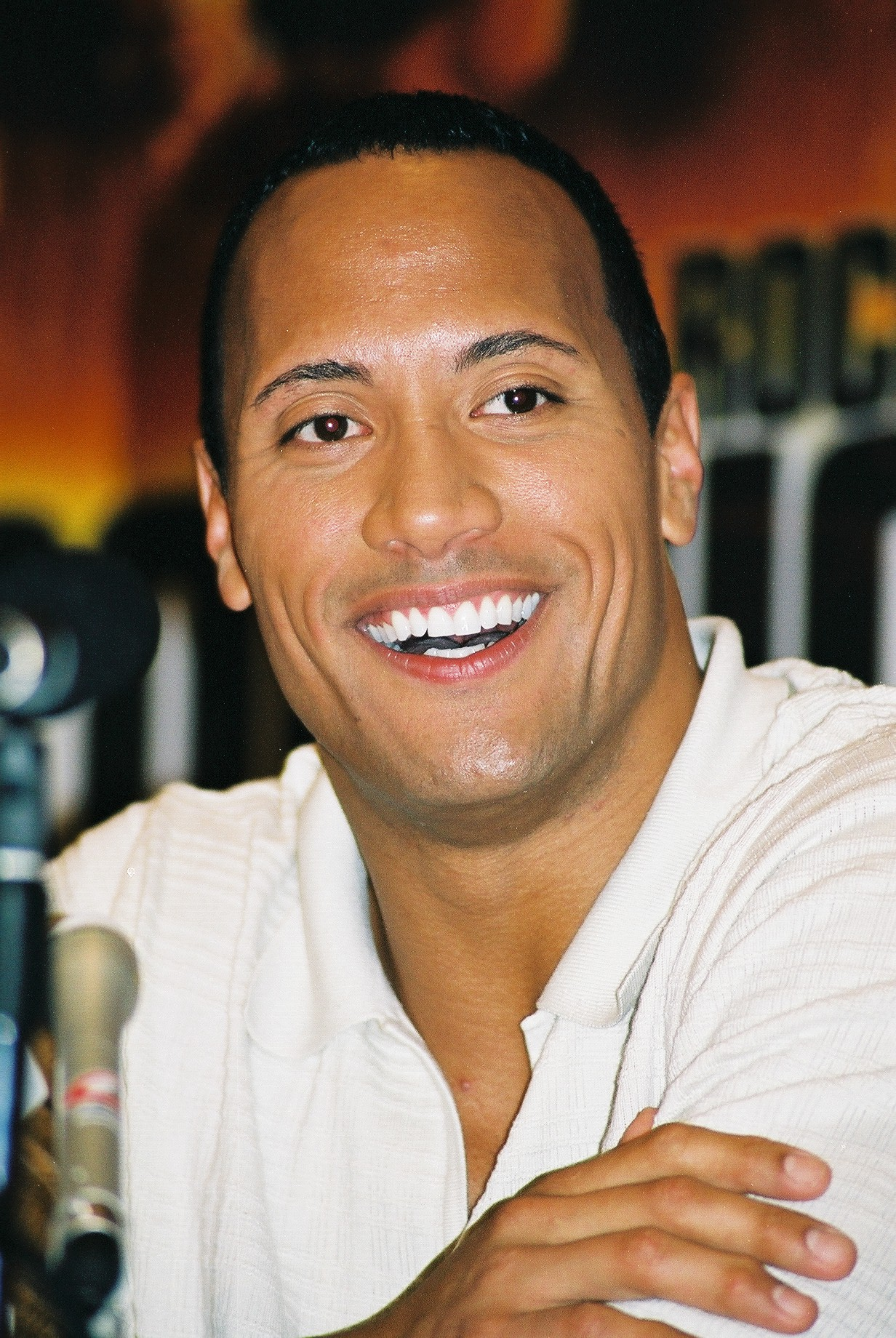
Dwayne Johnson alla prima de Il Re Scorpione (2002)

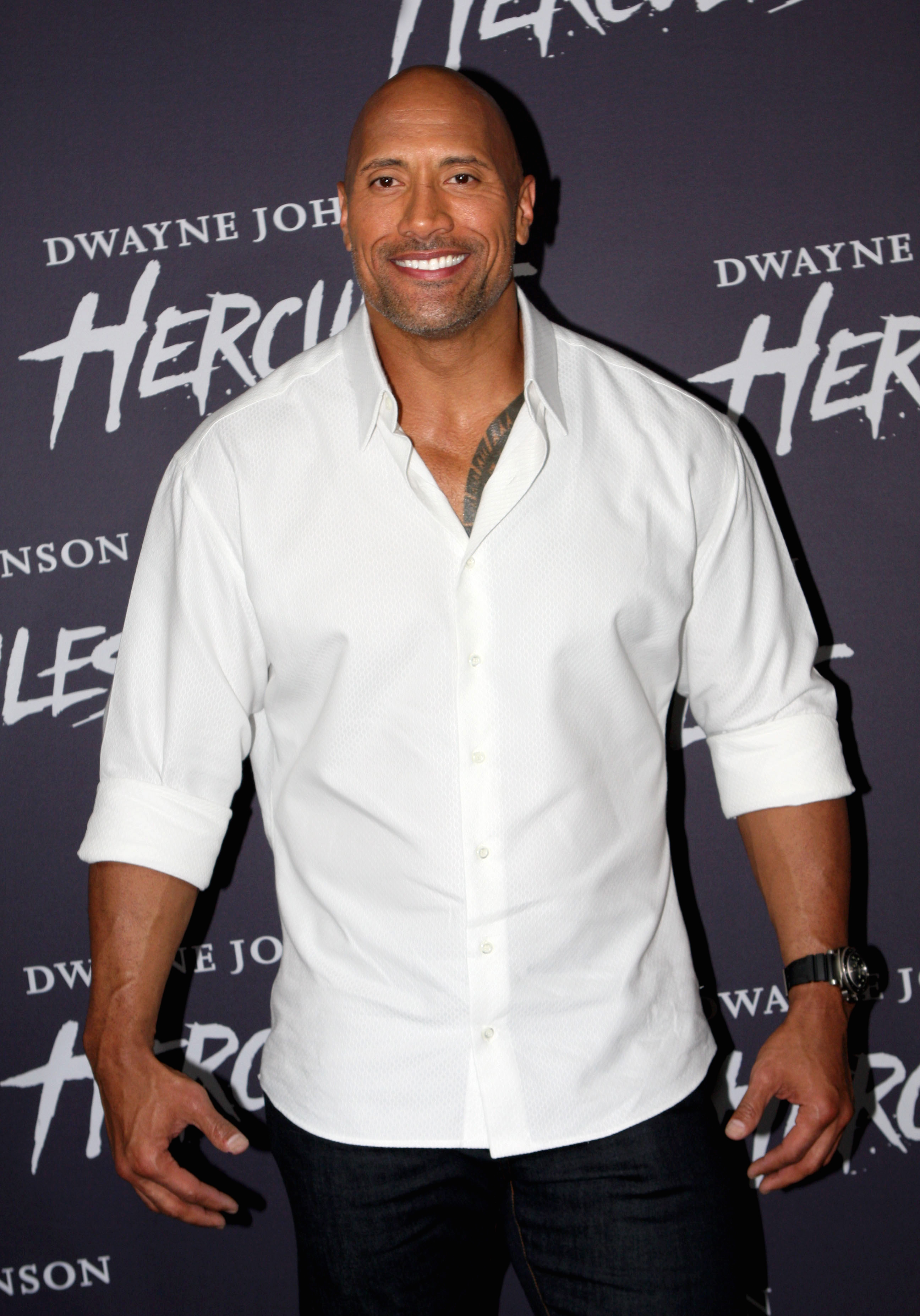
Dwayne Johnson alla prima di Hercules - Il guerriero (2014)

### Attore

#### Cinema
- La mummia - Il ritorno (The Mummy Returns), regia di Stephen Sommers (2001)
- Il Re Scorpione (The Scorpion King), regia di Chuck Russell (2002)
- Il tesoro dell'Amazzonia (The Rundown), regia di Peter Berg (2003)
- A testa alta (Walking Tall), regia di Kevin Bray (2004)
- Be Cool, regia di F. Gary Gray (2005)
- Doom, regia di Andrzej Bartkowiak (2005)
- La gang di Gridiron (Gridiron Gang), regia di Phil Joanou (2006)
- Southland Tales - Così finisce il mondo (Southland Tales), regia di Richard Kelly (2007)
- Cambio di gioco (The Game Plan), regia di Andy Fickman (2007)
- Agente Smart - Casino totale (Get Smart), regia di Peter Segal (2008)
- Corsa a Witch Mountain (Race to Witch Mountain), regia di Andy Fickman (2009)
- L'acchiappadenti (Tooth Fairy), regia di Michael Lembeck (2010)
- I poliziotti di riserva (The Other Guys), regia di Adam McKay (2010) - cameo
- Ancora tu! (You Again), regia di Andy Fickman (2010) - cameo
- Faster, regia di George Tillman Jr. (2010)
- Fast & Furious 5 (Fast Five), regia di Justin Lin (2011) – Luke Hobbs
- Viaggio nell'isola misteriosa (Journey 2: The Mysterious Island), regia di Brad Peyton (2012)
- Snitch - L'infiltrato (Snitch), regia di Ric Roman Waugh (2013)
- G.I. Joe - La vendetta (G.I. Joe: Retaliation), regia di Jon Chu (2013)
- Pain & Gain - Muscoli e denaro (Pain & Gain), regia di Michael Bay (2013)
- Fast & Furious 6 (Furious 6), regia di Justin Lin (2013) – Luke Hobbs
- Empire State, regia di Dito Montiel (2013)
- Hercules - Il guerriero (Hercules), regia di Brett Ratner (2014)
- Fast & Furious 7 (Furious 7), regia di James Wan (2015) – Luke Hobbs
- San Andreas, regia di Brad Peyton (2015)
- Jem e le Holograms (Jem and the Holograms), regia di Jon M. Chu (2015)
- Una spia e mezzo (Central Intelligence), regia di Rawson Marshall Thurber (2016)
- Fast & Furious 8 (The Fate of the Furious), regia di F. Gary Gray (2017) – Luke Hobbs
- Baywatch, regia di Seth Gordon (2017)
- Jumanji - Benvenuti nella giungla (Jumanji: Welcome to the Jungle), regia di Jake Kasdan (2017)
- Rampage - Furia animale (Rampage), regia di Brad Peyton (2018)
- Skyscraper, regia di Rawson Marshall Thurber (2018)
- Una famiglia al tappeto (Fighting with My Family), regia di Stephen Merchant (2019)
- Fast & Furious - Hobbs & Shaw (Fast & Furious Presents: Hobbs & Shaw), regia di David Leitch (2019) – Luke Hobbs
- Jumanji: The Next Level, regia di Jake Kasdan (2019)
- Jungle Cruise, regia di Jaume Collet-Serra (2021)
- Red Notice, regia di Rawson Marshall Thurber (2021)
- Black Adam, regia di Jaume Collet-Serra (2022) – Teth-Adam / Black Adam
- Fast X, regia di Louis Leterrier (2023) – cameo non accreditato; Luke Hobbs
- Uno Rosso (Red One), regia di Jake Kasdan (2024)
- The Smashing Machine, regia di Benny Safdie (2025)
- Oceania, (Moana), regia di Thomas Kail (2026)

#### Televisione
- That '70s Show – serie TV, episodio 1x15 (1999)
- The Net – serie TV, episodio 1x20 (1999)
- Saturday Night Live – serie TV, 5 episodi (2000–2017)
- Star Trek: Voyager – serie TV, episodio 6x15 (2000)
- DAG – serie TV, episodio 1x05 (2000)
- Romeo! – serie TV, episodio 2x11 (2004)
- Cory alla Casa Bianca (Cory in the House) – serie TV, episodio 1x21 (2007)
- Hannah Montana – serie TV, episodio 2x17 (2007)
- I maghi di Waverly (Wizards of Waverly Place) – serie TV, episodio 2x15 (2009)
- The Hero – serie TV, 8 episodi (2013)
- Wake Up Call – serie TV, 8 episodi (2014)
- Lip Sync Battle – show TV, episodio 1x01 (2015)
- Ballers – serie TV, 47 episodi (2015–2019)
- Titan Games con The Rock (The Titan Games) – show TV, 10 episodi (2019)
- Young Rock – serie TV, 37 episodi (2021-2023)
- Mr. McMahon - miniserie TV, 6 puntate (2024)

### Doppiatore
- Planet 51, regia di Jorge Blanco (2009)
- Transformers Prime - serie animata, episodio 1x01 (2010)
- I Griffin (Family Guy) - serie animata, episodio 8x10 (2010)
- Oceania (Moana), regia di Ron Clements e John Musker (2016)
- Oceania: A pesca (Gone Fishing), regia di Ron Clements e John Musker - cortometraggio (2017)
- Black Adam Precursor, regia di Jim Lee - cortometraggio (2020)
- Fortnite: Chapter 3 - videogioco (2021)
- Free Guy - Eroe per gioco (Free Guy), regia di Shawn Levy (2021) - cameo non accreditato
- DC League of Super-Pets, regia di Jared Stern e Sam Levin (2022)
- Once Upon a Studio, regia di Dan Abraham e Trent Correy - cortrometraggio (2023)
- Oceania 2 (Moana 2), regia di David Derrick Jr., Jason Hand e Dana Ledoux Miller (2024)

### Produttore
- Viaggio nell'isola misteriosa (Journey 2: The Mysterious Island), regia di Brad Peyton (2012)
- Snitch - L'infiltrato (Snitch), regia di Ric Roman Waugh (2013)
- Baywatch, regia di Seth Gordon (2017)
- Jumanji - Benvenuti nella giungla (Jumanji: Welcome to the Jungle), regia di Jake Kasdan (2017)
- Skyscraper, regia di Rawson Marshall Thurber (2018)
- Una famiglia al tappeto (Fighting with My Family), regia di Stephen Merchant (2019)
- Shazam!, regia di David F. Sandberg (2019)
- Fast & Furious - Hobbs & Shaw (Fast & Furious Presents: Hobbs & Shaw), regia di David Leitch (2019)
- Jumanji: The Next Level, regia di Jake Kasdan (2019)
- Jungle Cruise, regia di Jaume Collet-Serra (2021)
- Red Notice, regia di Rawson Marshall Thurber (2021)
- Black Adam, regia di Jaume Collet-Serra (2022)
- Uno Rosso (Red One), regia di Jake Kasdan (2024)
- Inarrestabile (Unstoppable), regia di William Goldenberg (2025)
- The Smashing Machine, regia di Benny Safdie (2025)
- Oceania (Moana), regia di Thomas Kail (2026)

## Doppiatori italiani
Nelle versioni in italiano delle opere in cui ha recitato, Dwayne Johnson è stato doppiato da:
- Saverio Indrio in Viaggio nell'isola misteriosa, G.I. Joe - La vendetta, Hercules - Il guerriero, Fast & Furious 7, San Andreas, Jem e le Holograms, Fast & Furious 8, Baywatch, Jumanji - Benvenuti nella giungla, Rampage - Furia animale, Skyscraper, Una famiglia al tappeto, Fast & Furious - Hobbs & Shaw, Jumanji: The Next Level, Titan Games con The Rock, Jungle Cruise, Red Notice, Young Rock, Black Adam, Fast X, Mr. McMahon, Uno Rosso
- Luca Ward in L'acchiappadenti, Fast & Furious 5, Fast & Furious 6, Empire State, Ballers
- Roberto Draghetti in Cambio di gioco, Corsa a Witch Mountain, I maghi di Waverly, Ancora tu!
- Massimo Rossi in Il Re Scorpione, Reno 911!: Miami, Cory alla Casa Bianca, Hannah Montana
- Roberto Pedicini in Il tesoro dell'Amazzonia, La gang di Gridiron, Agente Smart - Casino totale
- Vittorio De Angelis in Southland Tales - Così finisce il mondo, Faster
- Andrea Lavagnino in Snitch - L'infiltrato, Una spia e mezzo
- Alberto Angrisano in Doom
- Fabio Boccanera in Be Cool
- Francesco Pannofino in A testa alta
- Fabrizio Pucci ne I poliziotti di riserva
- Pasquale Anselmo in Pain & Gain - Muscoli e denaro

Da doppiatore è sostituito da:
- Saverio Indrio ne I Griffin, Fortnite, DC League of Super-Pets (Anubi e Black Adam)
- Fabrizio Vidale in Oceania, Once Upon a Studio, Oceania 2
- Luca Ward in Planet 51
- Andrea Bolognini in Transformers: Prime
- Roberto Fidecaro in Free Guy - Eroe per gioco
- Lillo in DC League of Super-Pets (Krypto)

## Riconoscimenti cinematografici

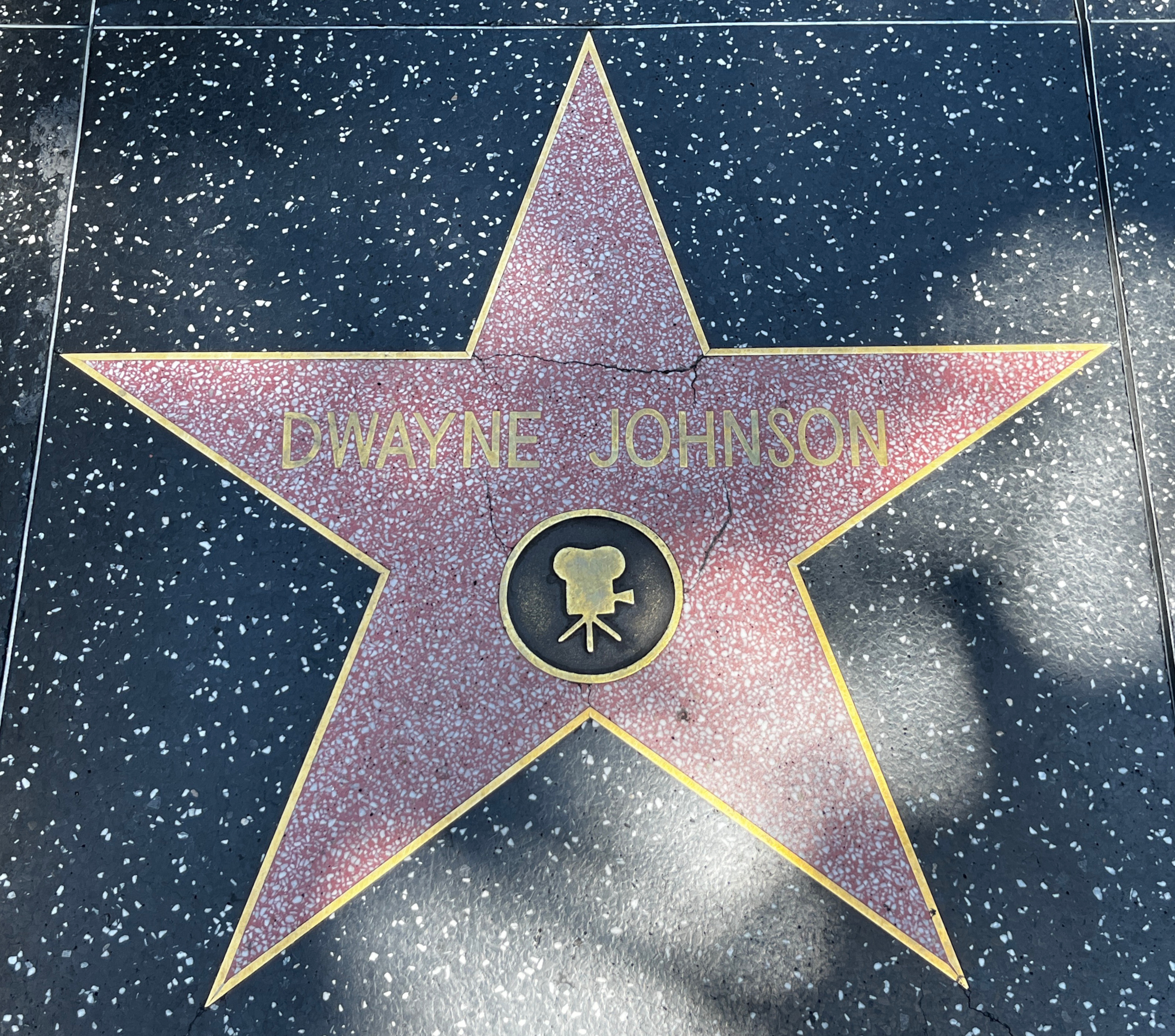
La stella di Dwayne Johnson sulla Hollywood Walk of Fame

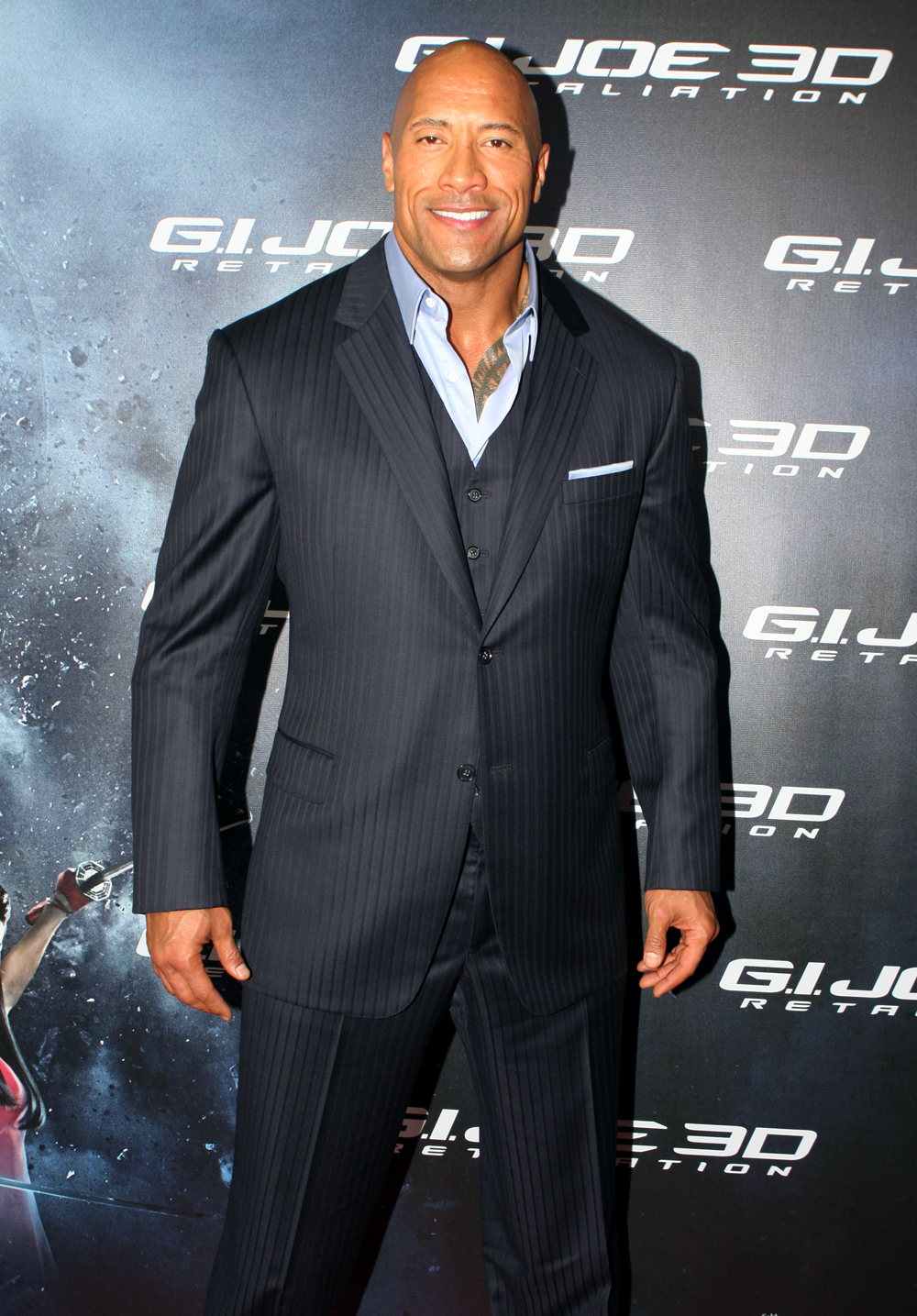
Dwayne Johnson alla première di G.I. Joe - La vendetta (2013), film per il quale ha ottenuto nomination ai Teen Choice Awards, all'American Black Film Festival e ai Kid's Choice Awards

- Nel 2001 ha vinto ai Teen Choice Awards come "Choice Sleazebag" per La mummia - Il ritorno.
- Nel 2002 ha ottenuto una candidatura ai Teen Choice Awards come "Choice Actor: Drama/Action Adventure" per Il Re Scorpione.
- Nel 2003 ha ottenuto una a ai Kids' Choice Awards come "Favorite Male Butt Kicker" per Il Re Scorpione.
- Nel 2004 ha ottenuto due candidature: una agli MTV Movie Awards come "Best Fight" per Il tesoro dell'Amazzonia e una ai Teen Choice Awards come "Choice Movie Actor: Drama/Action Adventure" per A testa alta.
- Nel 2005 ha ottenuto una candidatura ai Teen Choice Awards come "Choice Movie Rockstar Moment" per Be Cool.
- Nel 2006 ha ottenuto tre candidature: una ai People's Choice Awards come "Favorite Male Action Star", una ai Fangoria Chainsaw Awards come "Bloodiest Beatdown" con Karl Urban per Doom e una ai Razzie Awards come "Worst Actor" per Doom.
- Nel 2008 ha ottenuto due candidature: una ai Kids' Choice Awards come "Favorite Male Movie Star" per Cambio di gioco e una ai People's Choice Awards come "Favorite Leading Man".
- Nel 2009 ha ottenuto una candidatura agli MTV Movie Awards come "Best Villain" per Agente Smart - Casino totale.[218]
- Nel 2011 ha ottenuto due candidature: una ai Kids' Choice Awards come "Favorite Movie Actor" per L'acchiappadenti e una ai Teen Choice Awards come "Choice Movie Actor: Action" per Faster e Fast & Furious 5.[219]
- Nel 2012 ha vinto ai CinemaCon Awards come "Action Star of the Year".[220]
- Nel 2013 ha vinto ai Kids' Choice Awards come "Favorite Male Butt Kicker" per Viaggio nell'isola misteriosa[221] e ha ottenuto quattro nomination: tre ai Teen Choice Awards come "Choice Movie Actor: Action" per G.I. Joe - La vendetta, come "Choice Summer Movie Star: Male" e come "Choice Movie: Chemistry" con Vin Diesel e Paul Walker per Fast & Furious 6,[222] e una ai Village Voice Film Poll come "Best Supporting Actor" per Pain & Gain - Muscoli e denaro.
- Nel 2014 ha ottenuto cinque candidature: una ai Kids' Choice Awards come "Favorite Male Butt Kicker" per G.I. Joe - La vendetta, una ai Teen Choice Awards come "Choice Summer Movie Star" per Hercules: il guerriero,[223] due all'American Black Film Festival come "Artist of the Year" per Fast & Furious 6, Pain & Gain - Muscoli e denaro, Snitch - L'infiltrato e G.I. Joe - La vendetta e come "Best Ensemble Cast" con Jordana Brewster, Tyrese Gibson, Ludacris, Vin Diesel, Paul Walker, Luke Evans, Michelle Rodriguez, Gina Carano e Sung Kang per Fast & Furious 6 e una agli Image Awards come "Entertainer of the Year".[224]
- Nel 2015 ha ottenuto due candidature ai Teen Choice Awards come "Choice Movie: Chemistry" con Vin Diesel, Paul Walker, Michelle Rodriguez, Jordana Brewster, Tyrese Gibson e Ludacris per Fast & Furious 7[225] e come "Choice Summer Movie Star: Male" per San Andreas.[226]
- Nel 2016 ha vinto ai People's Choice Awards come "Favorite Premium Cable TV Actor"[227] e ha ottenuto cinque candidature: una agli Image Awards come "Outstanding Actor in a Comedy Series" per Ballers,[228] due agli MTV Movie Awards come "Best Action Performance" e "Best Hero" per San Andreas,[229] una ai Teen Choice Awards come "Choice Summer Movie Star: Male" per Una spia e mezzo[230] e una ai Critics' Choice Awards come "Best Actor in a Comedy" per Una spia e mezzo.[231]
- Nel 2017 ha vinto ai People's Choice Awards come "Favorite Premium Series Actor"[232] e agli Image Awards come "Entertainer of the Year"[233] e ha ottenuto sette candidature: due agli Image Awards come "Outstanding Actor in a Comedy Series" per Ballers e come "Outstanding Character Voice-Over Performance (Television or Film)" per Oceania,[233] una ai Black Reel Awards come "Outstanding Voice Performance" per Oceania,[234] una ai People's Choice Awards come "Favorite Comedic Movie Actor",[232] e tre ai Kids' Choice Awards come "Favorite Voice from an Animated Movie" per Oceania, come "BFFs (Best Friends Forever)" con Kevin Hart per Una spia e mezzo e come "Favorite Frenemies" con Auli'i Cravalho per Oceania.[235]
- Guinness dei primati per il maggior numero di selfie scattate in tre minuti (105)[236]
- Hollywood Walk of Fame (2017)[188]

## Titoli e riconoscimenti

### Wrestling
- Bethlehem, PA Hall of Fame
  - Classe del 2016[237]
- Pro Wrestling Illustrated

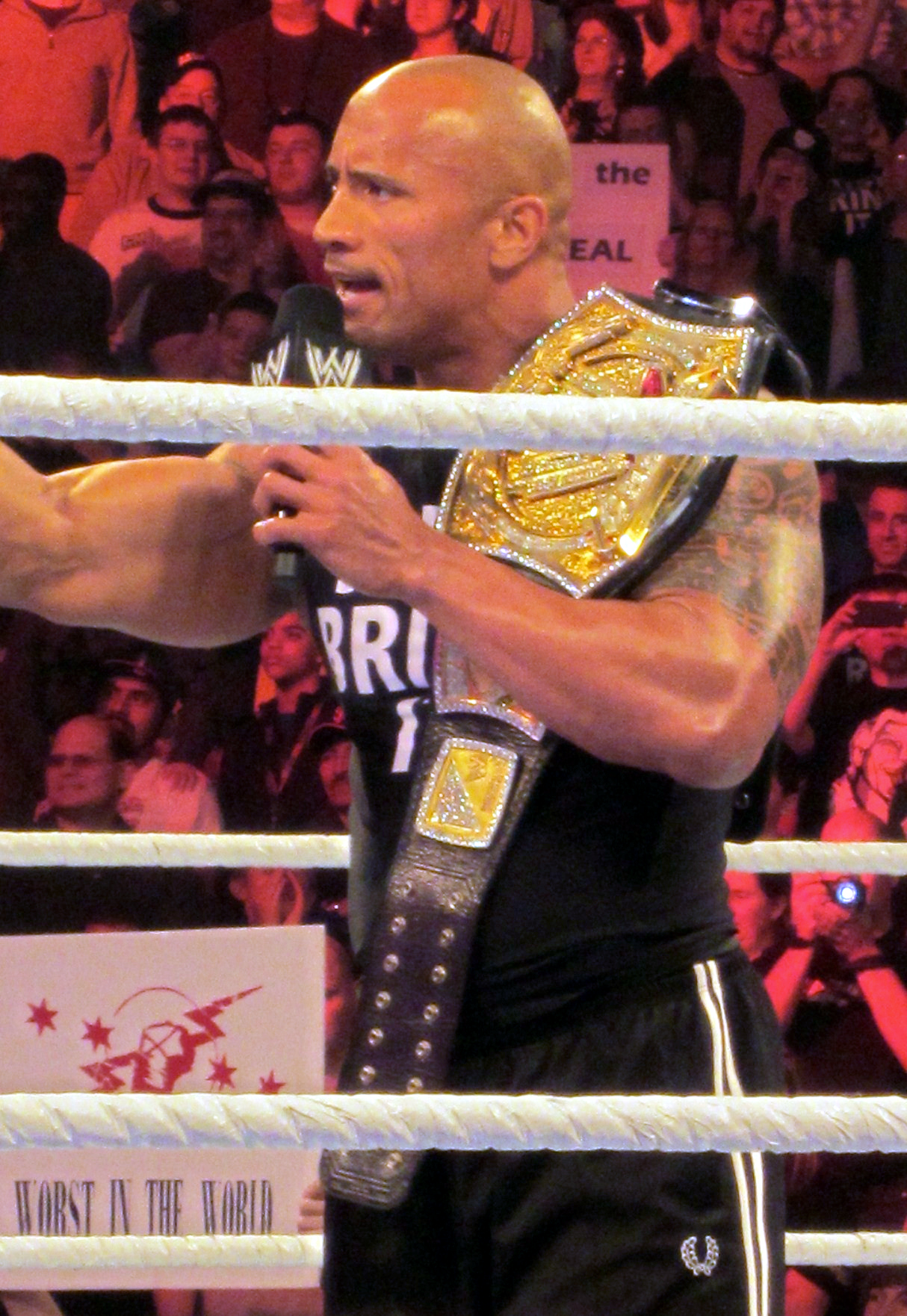
The Rock con il WWE Championship, titolo che ha detenuto otto volte

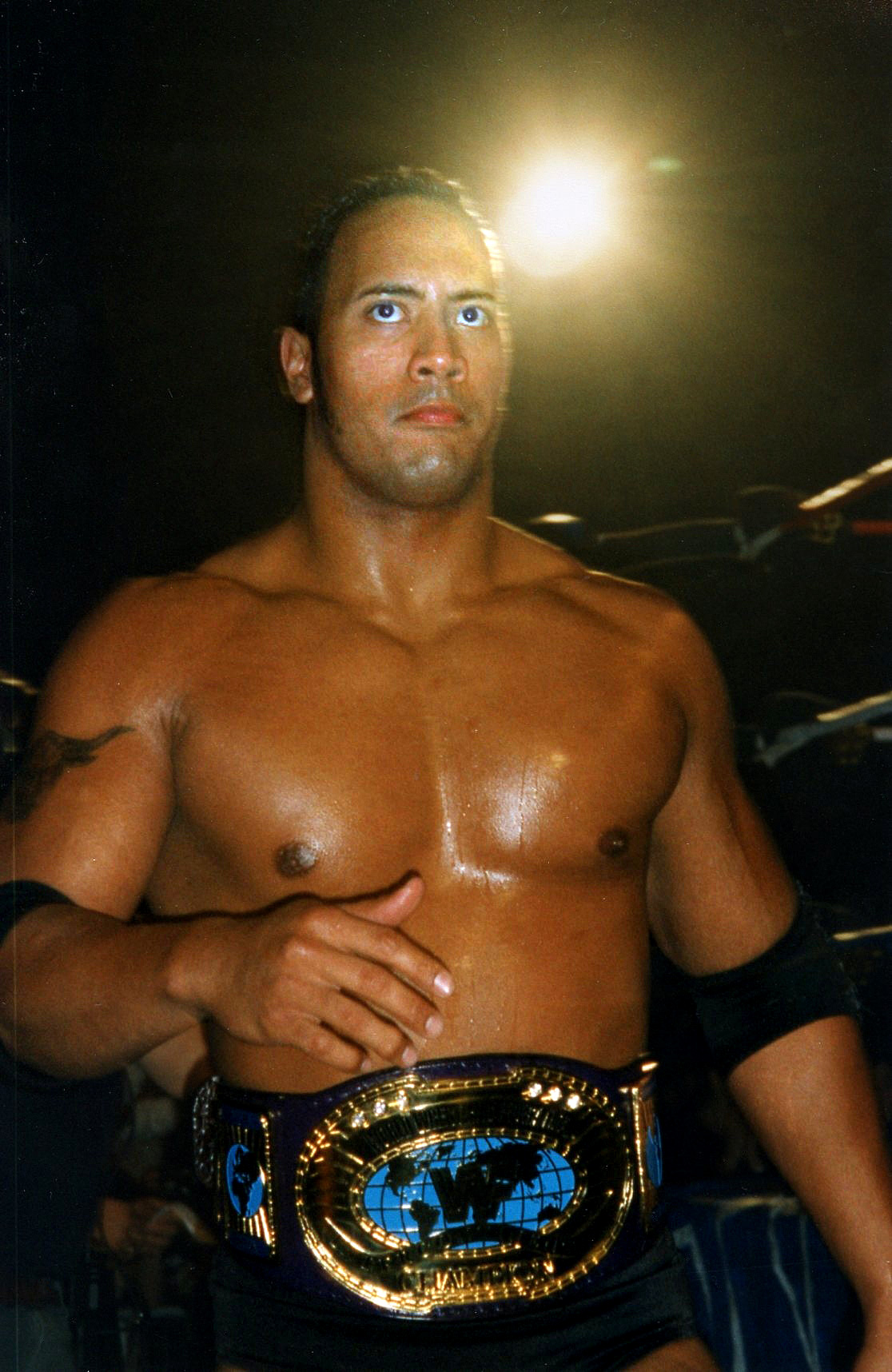
The Rock con il WWF Intercontinental Championship, titolo che ha detenuto due volte

  - Match of the Year (1999) - vs. Mankind in un "I quit" match a Royal Rumble[238][239]
  - Match of the Year (2002) - vs. Hulk Hogan a WrestleMania X8[238][239]
  - Most Popular Wrestler of the Year (1999, 2000)[238]
  - Wrestler of the Year (2000)[238]
  - 2º tra i 500 migliori wrestler singoli nella PWI 500 (2000)[240]
  - 76º tra i 500 migliori wrestler singoli nella PWI Years (2003)[241]
- United States Wrestling Association
  - USWA World Tag Team Championship (2) – con Bart Sawyer[15]
- World Wrestling Federation/Entertainment
  - WWF/E Championship[242] (8)[15]
  - WWF Tag Team Championship (5) – con Mankind (3), The Undertaker (1) e Chris Jericho (1)[15]
  - WCW Championship[243] (2)[15]
  - WWF Intercontinental Championship (2)[15]
  - Royal Rumble (edizione 2000)[17]
  - Triple Crown Champion[16]
  - Slammy Award (9)[244]
    - Best Actor (edizione 2014)[245]
    - Game Changer of the Year (edizione 2011) - per aver sfidato John Cena ad un match a WrestleMania XXVIII[246]
    - Guess Who's Back or: Return of the Year (edizione 2011)[246]
    - LOL! Moment of the Year (edizione 2012) - per aver insultato John Cena[247]
    - LOL! Moment of the Year (edizione 2013) - per il concerto di The Rock nella puntata di Raw del 14 gennaio[248]
    - Match of the Year (edizione 2013) - vs. John Cena a WrestleMania 29[248]
    - New Sensation (edizione 1997)[249]
    - "Tell Me You Didn't Just Say That" Insult of the Year (edizione 2014) - per aver insultato Rusev e Lana[245]
    - "This is Awesome!" Moment of the Year (edizione 2015) - con Ronda Rousey vs. The Authority a WrestleMania 31[250]
- Wrestling Observer Newsletter
  - Best Box Office Draw (2000, 2011, 2012)[238][251]
  - Best Gimmick (1999)[238][251]
  - Best on Interviews (1999, 2000)[238][251]
  - Most Charismatic (1999, 2000, 2001, 2002, 2011, 2012)[238][251]
  - Most Improved (1998)[238][251]
  - Wrestling Observer Newsletter Hall of Fame (classe del 2007)[238][252]

### Altri
- - Mr. Olympia ICON Award (2016)[253]
  - NCAA National Championship (1991) - come membro dei Miami Hurricanes[254]